# Bilbau
Bilbau (em castelhano: Bilbao; em basco: Bilbo) é um município e cidade da comunidade autónoma do País Basco, Espanha, capital da província e território histórico da Biscaia. O município tem 41,3 km² de área e em 2021 tinha 346 405 habitantes (densidade: 8 387,5 hab./km²). A conurbação onde se insere, a área metropolitana de Bilbau, que se estende ao longo da ria de Bilbau e do rio Nervión, tinha 910 298 habitantes em 2009, ou seja, pouco menos que 80% de toda a população da Biscaia e quase metade do País Basco espanhol.
O principal núcleo urbano de Bilbau é rodeado por duas cadeias montanhosas cuja altitude média não ultrapassa os 400 m e que em parte marcam os limites naturais do município. Os principais municípios limítrofes são Sondica, Basauri, Zamudio e Baracaldo. Desde a sua fundação no início de século XIV, foi um centro comercial de particular importância na região costeira cantábrica, devido à sua atividade portuária, baseada sobretudo na exportação de lã de Castela e, em menor escala, do ferro extraído das  minas a céu aberto biscainhas. Ao longo do século XIX e início do século XX assistiu a uma forte industrialização, nomeadamente com o início da exploração metalúrgica em 1841, que a transformou na região mais industrializada de Espanha a seguir a Barcelona e lhe granjeou o epíteto de "Cidade do Ferro". O desenvolvimento industrial foi acompanhado de uma extraordinária explosão demográfica e urbanística que originou a anexação de vários municípios circundantes. A cidade tem vindo a perder o seu carácter marcadamente industrial para se tornar uma cidade de serviços, que se encontra num processo de revitalização estética, social e económica, cujo símbolo se pode considerar o Museu Guggenheim Bilbao, um edifício vanguardista da autoria de Frank Gehry, que se tornou o ex libris da cidade.
Em 2010 Bilbau recebeu o prémio Lee Kuan Yew World City Prize (Prémio Mundial das Cidades), concedido pelo estado de Singapura, que premeia a qualidade do urbanismo.

## Toponímia, gentílico e símbolos
Toponímia
O nome oficial da cidade é Bilbao, tanto em castelhano como em euskera (basco), não obstante a recomendação da Real Academia da Língua Basca para que o topónimo oficial em basco fosse Bilbo.
Há várias versões para a origem do nome da cidade. Para alguns historiadores, ele resulta do costume basco denominar os lugares segundo a sua localização, pelo que Bilbao resultaria da união das palavras bascas "rio" e "enseada": Bil-Ibaia-Bao.. Para outros, a origem é o termo bello vado (vado é o lugar de um rio com fundo firme, plano e pouco profundo, que pode ser atravessado a pé ou com um veículo). Outra hipótese é o nome derivar das povoações que existiam em ambas as margens da ria, mais do que da ria em si — a primeira povoação, situada onde é atualmente o "Casco Velho", a parte mais antiga da cidade, chamar-se-ia Billa (pilha em basco), uma referência à sua forma de pilha ou montão; a segunda povoação localizava-se onde é hoje o bairro de Bilbao La Vieja (Bilbo Zaharra) e chamava-se Vaho (vapor ou inalação). O nome Bilbao seria então o resultado da união dos dois nomes, que antigamente também se escreveu Bilvao e Biluao.
Gentílico
O gentílico é bilbaíno/bilbaína, embora seja frequente a pronúncia sem o i acentuado ("bilbáino"). Em basco é bilbotarra, que por vezes também é usado em castelhano. A cidade é conhecida afetuosamente pelos seus habitantes como "el bocho", isto é, "o buraco", por estar rodeado de montanhas, de que resulta outro gentílico: bochero. Outra alcunha dos bilbaínos é "chimbos" ou "chimberos", proveniente de pássaros que se caçavam em grandes quantidades na região durante o século XIX.
Símbolos
Os títulos, a bandeira e o brasão são os símbolos tradicionais e fazem parte do património histórico, sendo empregues, como é usual noutras cidades, em atos protocolares, para a identificação e adorno de lugares específicos ou para a validação de documentos.
Bilbau ostenta a categoria histórica de villa, com os títulos de Muy Noble y Muy Leal e Invicta.
O brasão ostenta figuras alusivas à zona da igreja de Santo Antão e ao rio Nervión. Os dois lobos constituem um emblema derivado das armas da Casa de Haro, fundadora da cidade. Desde o século XIX que é costume representar o escudo com forma ovalada. Os elementos do brasão do município figuram igualmente em emblemas populares da cidade, como o clube de futebol, o Athletic Club e também são usados nas armas da cidade chilena de Constitución, fundada no final do século XVII com o nome de Novo Bilbau.
A bandeira de Bilbau é branca, com um dos canto superiores vermelho, numa proporção de três partes de comprimento por dois de largura. As cores branca e vermelha são as cores históricas da cidade. A bandeira atual deriva da antiga  insígnia naval para a povoação. Desde pelo menos 1511 que o branco e o vermelho fizeram parte do estandarte do  Consulado de Bilbau. A íntima relação entre as duas entidades fez com que a bandeira do Consulado fosse assimilada pela população como bandeira da cidade, o que foi oficializado em 1845 pelo ayuntamiento (governo municipal).

## História

### Antecedentes
Nos montes Avril e Archanda foram descobertos restos de enterros funerários com cerca de 6 000 anos. No cimo do monte Malmasín foram encontrados restos de um antigo assentamento que datam do século III ou II a.C. Alguns autores identificam Bilbau como Amanun Portus, citado por Plínio ou como Flaviobriga, mencionada por Ptolomeu. Existem ainda ruínas de muralhas, descobertas por baixo da igreja de San Antón, que datam do século XI ou XII d.C.

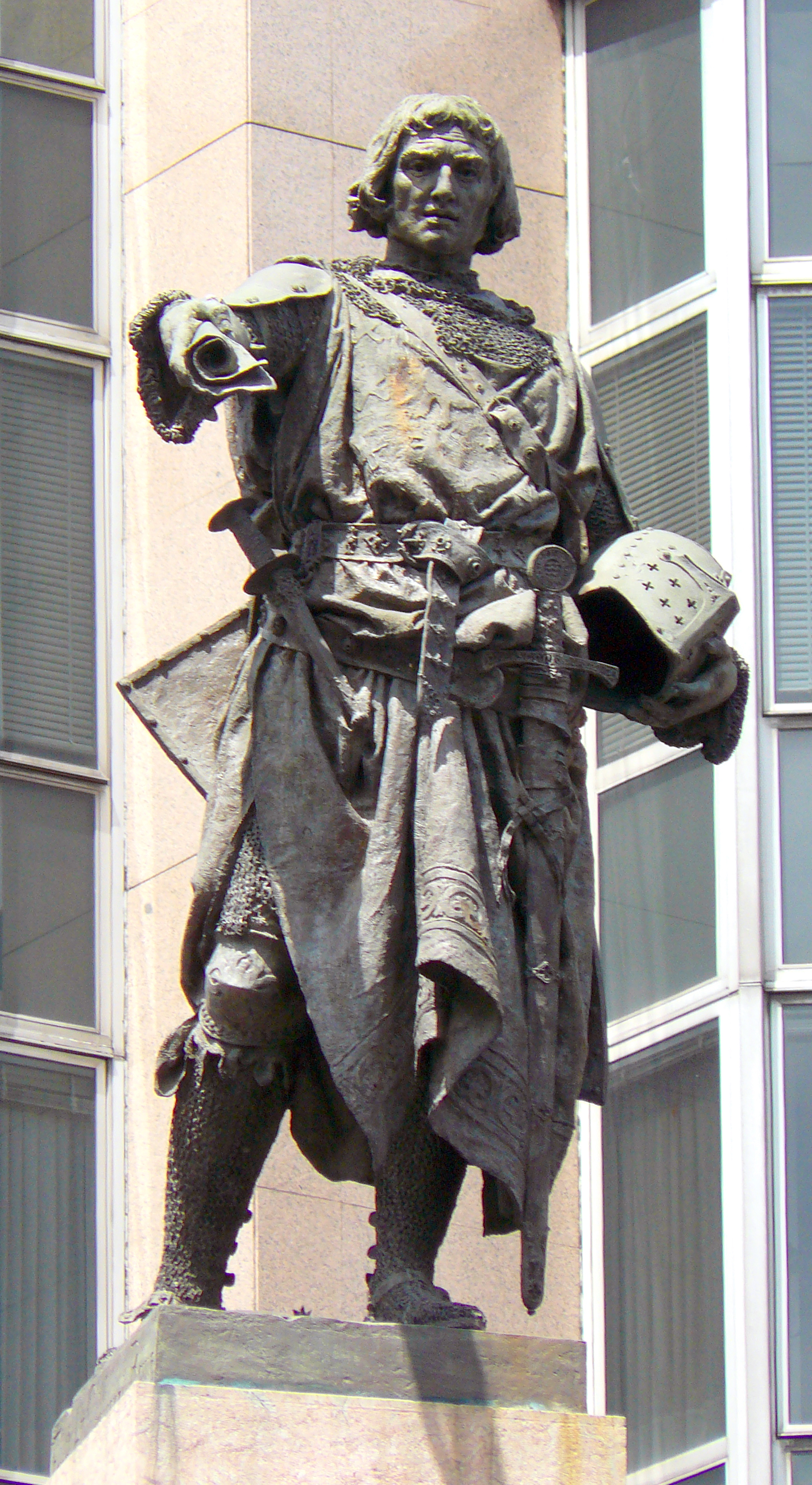
D. Diego López V de Haro, Senhor da Biscaia, fundador da vila de Bilbau em 1300

### Idade Média
Bilbau foi uma das primeiras vilas biscainhas que nasceram do grande impulso ocorrido no século XIV, durante o qual foram fundadas 70% das vilas da Biscaia, entre elas Portugalete (1323), Ondárroa (1327), Lequeitio (1335), Munguía e Larrabezúa (1376). D. Diego López V de Haro, Senhor da Biscaia, fundou a vila de Bilbau mediante uma carta fundacional (Carta Puebla) assinada em Valladolid a 14 de junho de 1300 e confirmada pelo rei Fernando IV de Castela em 4 de janeiro de 1301 em Burgos. O Senhor da Biscaia estabeleceu a nova vila na margem direita do rio Nervión, em terrenos da anteiglesia (em basco: elizate) de Begoña e outorgou-lhe o foral de Logroño, um conjunto de direitos e privilégios que posteriormente seriam fundamentais para o desenvolvimento da localidade.
| “ | En el nombre de Dios y de la virgen bienaventurada Santa María: Sepan por esta carta quantos la vieren y oyeren como yo Diego López de Haro, señor de Vizcaya en uno con mio fijo Don Lope Diaz y con placer de todos los Vizcaynos, fago en Bilvao de parte de Begoña nuevamente población y villa qual dicen el puerto de Bilvao. .../... Em nome de Deus e da virgem bem aventurada Santa Maria: Saibam por esta carta quantos a virem e ouvirem como eu Diego López de Haro, senhor da Biscaia em conformidade com o meu filho Dom Lope Diaz e com o consentimento de todos os Biscainhos, faço em Bilvao de uma parte de Begoña novamente povoação e vila qual dicen o porto de Bilvao .../... | ” |
|   | — Trecho da carta fundacional de Bilbau segundo a transcrição do escrivão Nicolás Antonio de Galdácano em 1800.. |   |

Em 1310 seria emitida uma nova carta fundacional, por María II Díaz de Haro, sobrinha de Don Diego e nova senhora da Biscaia. Nesta segunda carta estabeleceu-se que o caminho de Orduña a Bermeo, o mais importante do senhorio por ser por ele que transitavam os mercadores, passasse a partir daí por Bilbau em vez de Echévarri. Isto fortaleceu o poderio comercial da vila, que se tornou a principal localidade da Biscaia, superando Bermeo. Em 1443 foi consagrada a Igreja de Santo Antão, um dos edifícios mais antigos da cidade, que anteriormente era um alcácer (castelo). A 5 de setembro de 1483, a rainha Isabel I de Castela visitou a vila para jurar pessoalmente os foros. O seu marido Fernando II de Aragão tinha jurado os de Guernica em 1476.

### Idade Moderna
A 21 de junho de 1511, a rainha Joana de Castela aprovou as ordenanças para a constituição do " Consulado de Bilbau, Casa de Contratação e Julgamento dos homens de negócios de mar e terra". Esta será a instituição mais influente da vila durante vários séculos e exercerá a jurisdição sobre a ria, bem como sobre as obras de manutenção e melhoramento, além de muitos outros aspetos relativos ao comércio. Graças ao Consulado, o porto de Bilbau tornou-se um dos principais de Espanha. Esse progresso trouxe consigo a primeira imprensa à vila, em 1577. Foi em Bilbau que, em 1596, foi impresso o primeiro livro em basco, intitulado "Doutrina Cristã em Romance e Basco pelo Doutor Betolaza".

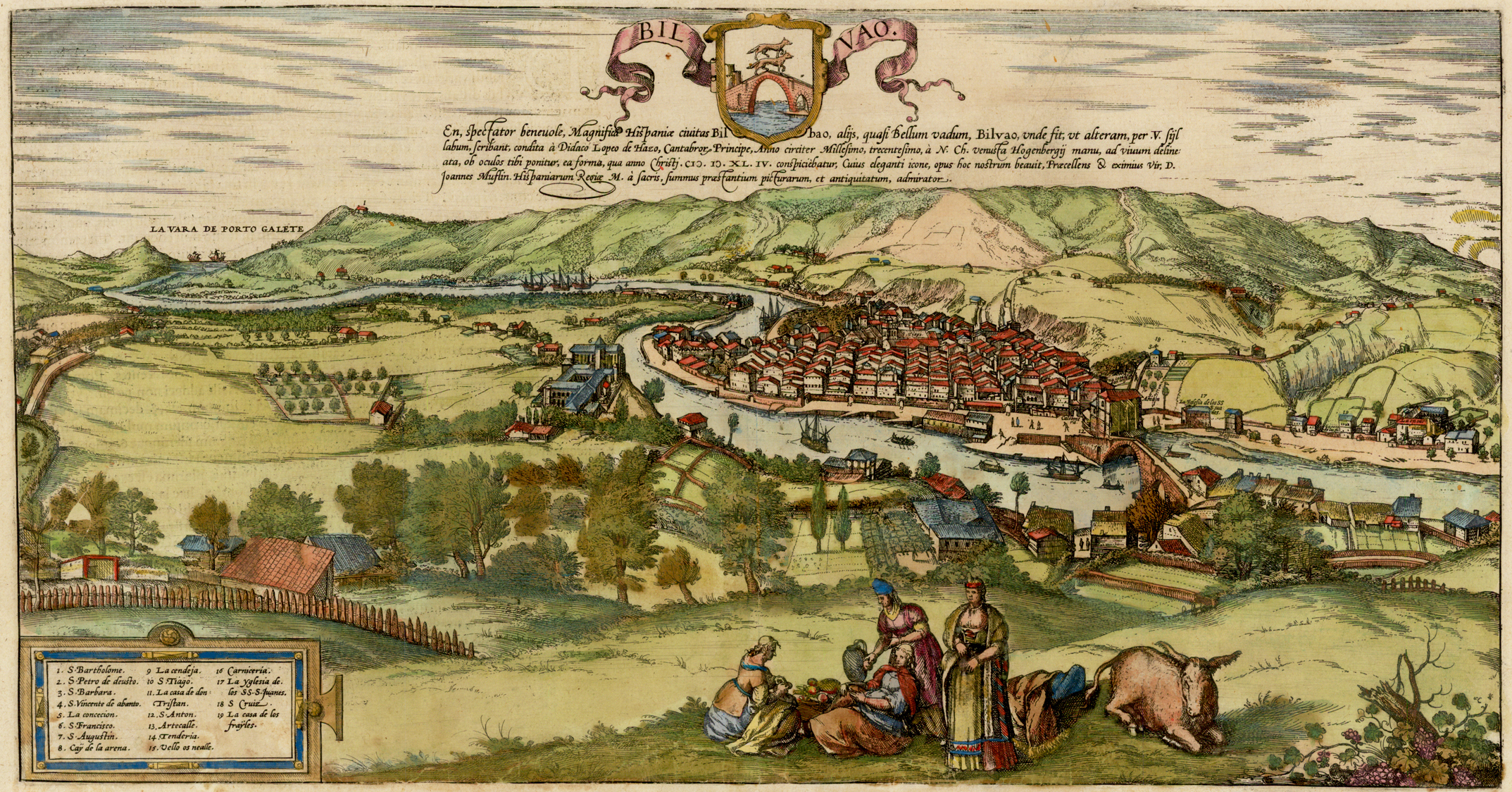
Imagem da cidade realizada pelo belga Frans Hogenberg em 1554, publicada no segundo tomo do atlas Civitates orbis terrarum em 1576 e onde se reconhecem muitas características de Bilbau, como a ponte e a igreja de Santo Antão, a Plaza Vieja e a Catedral de Santiago

Em 1602 a vila foi nomeada capital da Biscaia, título até então atribuído a Bermeo. No entanto, a efetivação do estatuto de capital só aconteceria em 1631, quando se chega a um acordo entre o Senhorio e as vilas da região. Não foi fácil chegar a esse acordo, que só foi possível devido ao tesouro municipal ter chegado a uma situação de autêntica penúria devido a uma quantidade interminável de litígios entre as anteiglesias e as vilas. Essa situação de ruína desembocou num aumento dos impostos sobre o peixe, a cera e outras mercadorias. No mesmo período, a Coroa modificou os seus impostos sobre o sal, o que originou uma revolta popular que ficou conhecida como a «machinada del Estanco de la sal», que acabou com a execução de vários dos seus cabecilhas. No final do século terminou a crise económica que afetava Espanha, graças à marginalização dos estrangeiros do comércio da lã em favor dos locais, à exploração das minas de ferro e ao comércio, principalmente com Inglaterra, Flandres e Países Baixos.
No século XVIII existiam dois setores que acumulavam grande parte do poder local: os proprietários rurais e os mercadores. Os interesses opostos de ambos derivaram muitas vezes em conflitos, como ficou evidente com a transferência das aduanas em 1718. Até essa data, as aduanas encontravam-se nas vilas de Balmaseda e Orduña, um facto que favorecia o contrabando, especialmente de tabaco, além de isentar os comerciantes da cidade de pagar direitos pelas barras de ferro que exportavam. Os proprietários rurais reclamaram à Coroa, que estabeleceu as aduanas na costa. No entanto, essa transferência significou o encarecimento de muitos produtos para os pescadores e camponeses biscainhos e de outras aldeias, os quais iniciaram um motim que ameaçou incendiar a vila, e que foi violentamente reprimido em 1719, mas logrou que as aduanas voltassem ao interior em 1722. Os proprietários rurais tentaram prejudicar os comerciantes mais duas vezes, quando propuseram a criação dum porto rival em Mundaca em 1792 (que não chegou a concretizar-se devido à Guerra do Rossilhão), e outro em Abando, em 1804. Esta última tentativa originou a chamada "Zamacolada".

### Idade Contemporânea

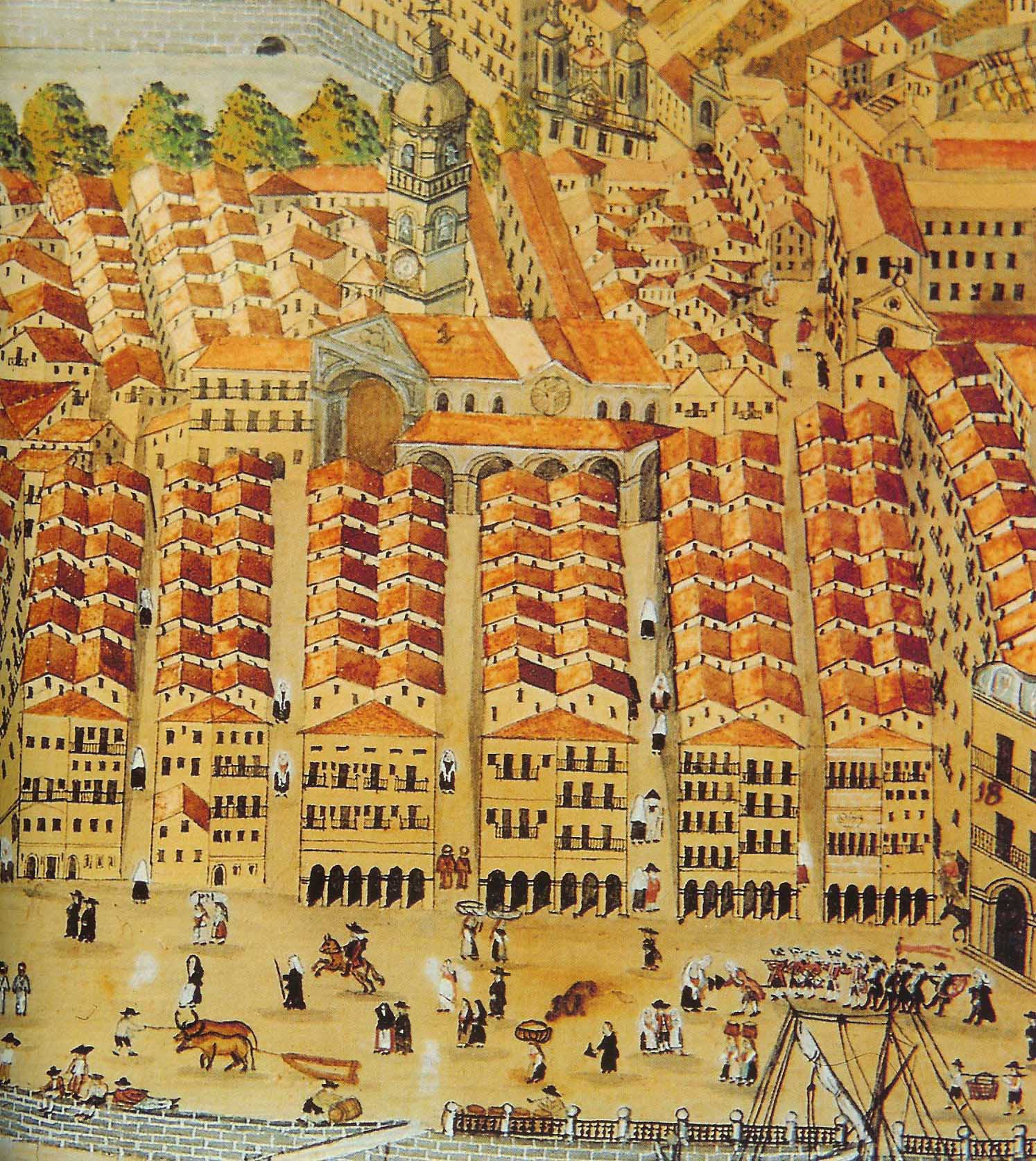
Gravura de Bilbau do século XVIII, onde é representado parte do Casco Viejo, com a zona onde atualmente se situa o Mercado da Ribeira em primeiro plano

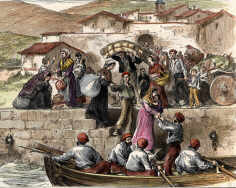
Gravura de 1879 representando a fuga de mulheres bilbaínas de Guetaria durante o Cerco de Bilbau pelas tropas carlistas

Invasão napoleónica, guerras carlistas e desenvolvimento industrial
No início da Guerra da Independência, (Guerra Peninsular; 1808 e 1813), os franceses, que entraram em Espanha pretensamente como aliados do governo espanhol, ocuparam astutamente diversas localidades bascas, mas não Bilbau, onde a população se tornou um foco de resistência. Apesar disso, só a 6 de agosto de 1808 estalou uma sublevação aberta contra Napoleão Bonaparte, menos de um mês depois da Batalha de Bailén. No dia 16 os franceses comandados pelo general Merlin tomaram Bilbau depois de duros combates e saquearam a vila, juntamente com os municípios vizinhos de Deusto e Begoña. A cidade mudou várias vezes de mãos durante 1808, mas a partir de novembro permaneceu ocupada por uma numerosa guarnição comandada pelo general Jean-Jacques Avril. Poucos meses depois este caiu em desgraça perante Napoleão devido a falsas acusações e foi substituído pelo coronel Bord, um oficial eficiente e pouco sanguinário. A partir de fevereiro de 1810, Bord ficou às ordens do general Pierre Thouvenot, barão do Império, que de governador de Guipúscoa ascendeu a governador-geral toda a "Vizcaya" (as três províncias bascas) com a intenção de preparar a anexação total pela França.
O País Basco foi um dos principais palcos da Primeira Guerra Carlista (1833-1840). Bilbau, um núcleo liberal e económico, era um objetivo de primeira importância para os carlistas. O general Tomás de Zumalacárregui tentou tomar a cidade em 1835, mas fracassou e foi ferido nas imediações de Begoña, poucos dias antes de morrer na sua terra natal, Cegama. No ano seguinte resistiu a um segundo cerco, em que Baldomero Espartero derrotou os carlistas na Batalha de Luchana, travada a 23 de dezembro de 1836. Na Segunda Guerra Carlista (1846-1849) Bilbau não assistiu a campanhas militares, pois estas centraram-se na Catalunha. No entanto, alvorada da Terceira Guerra Carlista (1872-1876), em 1872, voltou a ser um palco de guerra importante. Em abril de 1874 sofreu um terceiro cerco, que só foi levantado a 2 de maio desse ano devido à intervenção do general Concha.
Apesar das contendas, a urbe logrou desenvolver-se economicamente no século XIX e início do século XX, quando se consolidou como o centro económico da País Basco. O caminho de ferro chegou em 1857, no mesmo ano em que foi fundado o Banco de Bilbao, o embrião do que é atualmente o Banco Bilbao Vizcaya Argentaria (BBVA). Em 1890 foi fundada a Bolsa de Bilbau. No mesmo período floresceram as empresas siderurgicas, como a Santa Ana de Bolueta e Altos Hornos de Vizcaya (esta última foi a maior empresa espanhola durante uma parte do século XX). Ao mesmo tempo, a cidade foi modernizada com avenidas ajardinadas, alamedas e o novo ensanche de Abando. Datam dessa altura edifícios emblemáticos como o Hospital de Basurto e o Teatro Arriaga. A população cresceu extraordinariamente, passando de 11 000 habitantes em 1880 a 80 000 em 1900. Assistiu-se também a movimentos sociais importantes, dos quais se destacam o nacionalismo basco de Sabino Arana, o auge dos movimentos operários, o republicanismo e o liberalismo monárquico e centralista.
Guerra civil e ditadura franquista
A Guerra Civil começou em Bilbau com pequenos levantamentos sufocados pelas forças republicanas. A 31 de agosto de 1936, aviões franquistas realizaram a primeira incursão, lançando oito bombas. Ocorrem atos de violência por parte dos civis sobre personalidades conhecidas pela sua simpatia com ideologias pró-fascistas ou presos sublevados. Em setembro, aviões franquistas lançaram panfletos com ameaças de bombardeamento caso a cidade não se rendesse. Estas ameaças foram cumpridas no dia 25, quando sete aeronaves lançaram cerca de cem bombas sobre a cidade e povoações próximas durante hora e meia. Regressaram no dia seguinte, lançando bombas incendiárias de fabrico alemão. Em maio de 1937, os sublevados às ordens do general Dávila cercaram Bilbau. A batalha durou até 19 de julho do mesmo ano, quando o comandante da defesa da cidade, o tenente-coronel Putz, ordenou que as pontes fossem dinamitadas e as tropas da Quinta Brigada navarra tomaram a cidade pelos montes Malmasín, Pagasarri e Arnotegui.
Terminada a guerra, a cidade retomou o seu processo de desenvolvimento industrial e económico, acompanhado por um constante crescimento demográfico. Nos anos 1940 foi reconstruída, começando pelas pontes sobre a ria. Em 1948 levantava o primeiro voo comercial do aeroporto. Na década seguinte ressurgiu de novo a indústria pesada, convertendo-se num setor estratégico para toda a Espanha, para o que contribuiu o isolamento económico de Espanha. Isto atraiu uma imigração maciça de várias regiões do país, que provocaram o aparecimento de muitos bairros de lata e construção clandestina, além de habitações de baixo custo integradas nos programas "vivienda de protección oficial" com mau planeamento. Os movimentos operários despertaram lentamente e a greve do estaleiro Euskalduna em 1947 foi a primeira da Espanha do pós-guerra. Neste ambiente de repressão do franquismo nasceu a 31 de julho de 1959 em Bilbau a organização terrorista Euskadi Ta Askatasuna (ETA), como uma cisão do movimento  nacionalista. Nos anos 1960, sucederam-se alguns processos urbanísticos, como a criação de novos bairros como o de Ocharcoaga e a autoestrada Bilbau-Behovia. Em junho de 1968 a universidade pública chegou à cidade com a criação da Universidade de Bilbau.
Democracia e regeneração
Com o desaparecimento da ditadura franquista e o estabelecimento duma monarquia parlamentar em Espanha num processo conhecido como a Transição, voltou a haver eleições democráticas. Ao contrário do que se passou nos períodos republicanos, observou-se um predomínio das forças nacionalistas.

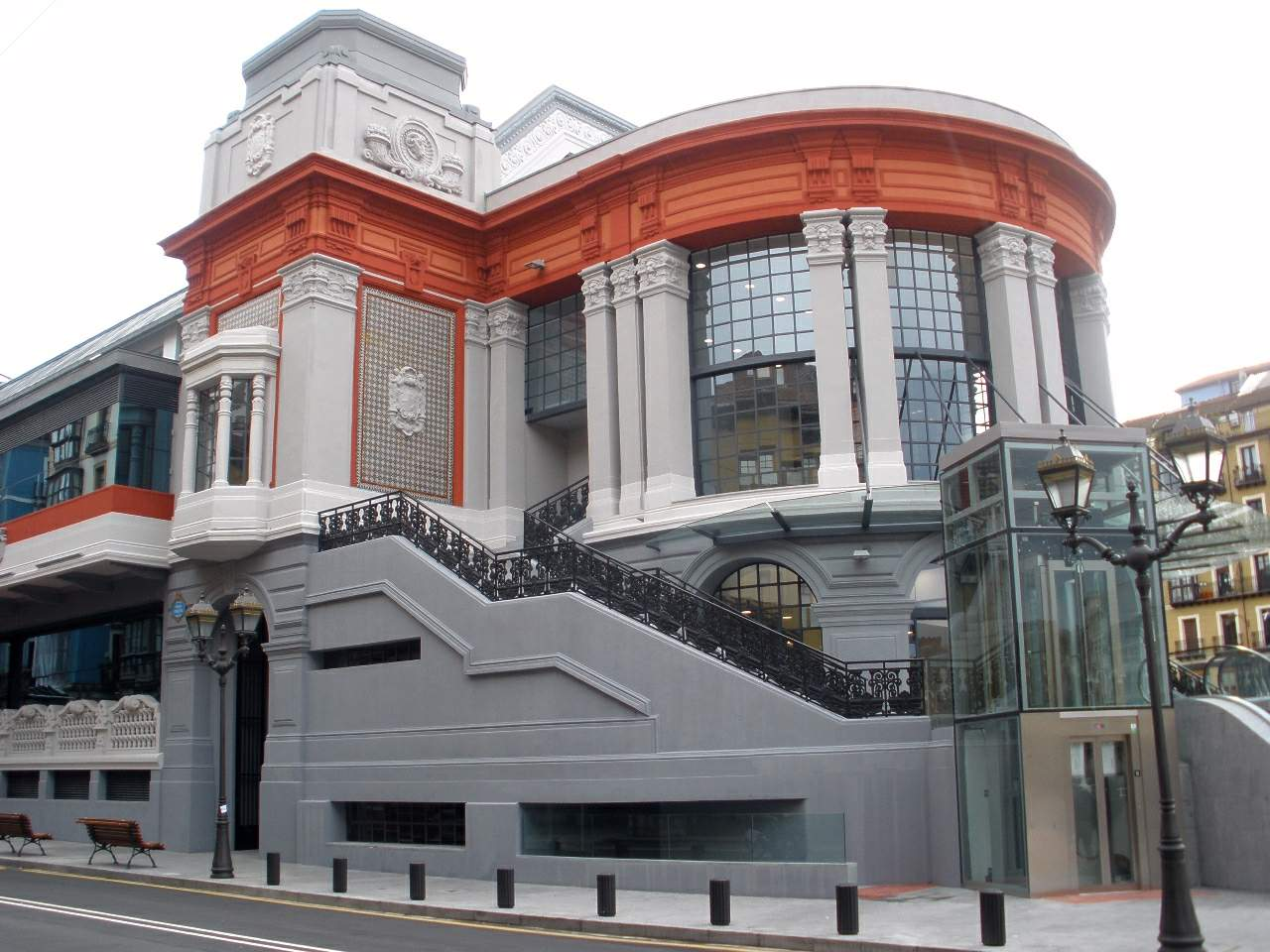
Mercado da Ribeira e Igreja de Santo Antão, dois dos edifícios gravemente afetados pelas cheias de 1983

A 26 de agosto de 1983, durante as festas da Semana Grande (Aste Nagusia), a ria transbordou cinco metros por causa das incessantes chuvas, provocando a morte a duas pessoas no bairro da Peña e o desaparecimento de uma pessoa no Casco Viejo. A tempestade afetou uma parte considerável do País Basco, Cantábria e da província de Burgos. Registou-se um total de 34 mortos no País Basco, 4 na Cantábria e um em Burgos, ascendendo os desaparecidos a 29 a 35. Nesse período foi batido o recorde de precipitação em 24 horas, que a 23 de agosto foi 252,6 litros/m². Os prejuízos económicos chegaram a 60 000 milhões de pesetas (cerca de 360 milhões de euros). A grande cheia levou à canalização do rio junto a La Peña a fim de evitar novas cheias.
Desde meados da década de 1990 que a urbe vive um processo de desindustrialização devido à crise que afetou o setor metalúrgico nos anos 1980. A transformação numa cidade de serviços foi apoiada em investimentos em infraestruturas e regeneração urbana, que começou com a inauguração do Museu Guggenheim Bilbao, continuou com o Palácio Euskalduna, a Ponte Zubizuri, o metropolitano e os elétricos, a Torre Iberdrola e o plano de desenvolvimento de Zorrozaurre, entre muitos outros. Associações apoiadas pela administração, como a Bilbao Metrópoli-30, ou a Bilbao Ría 2000, fundada em 1992, encarregaram-se da organização e supervisão de muitos desses projetos.

## Geografia

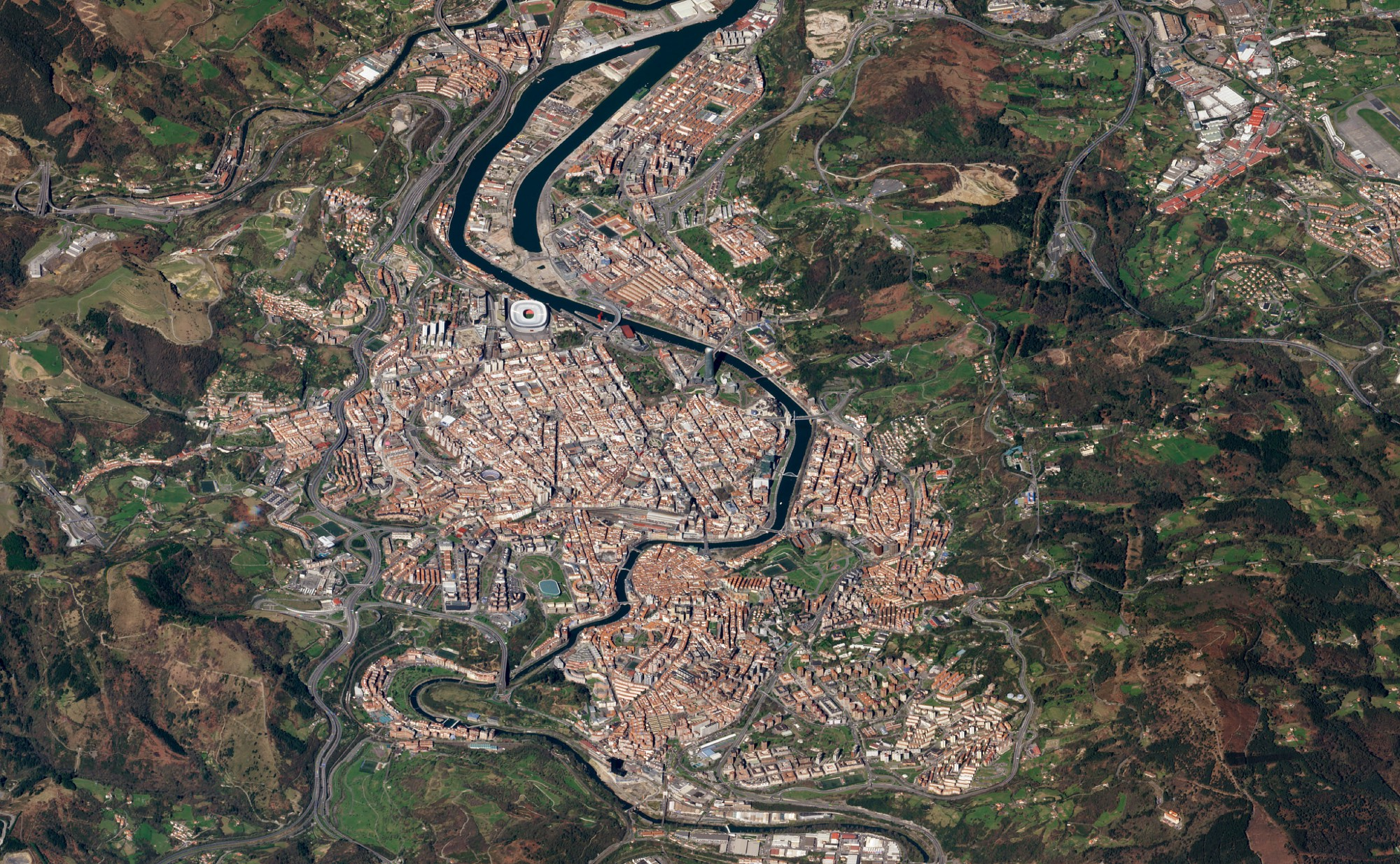
Fotografia de satélite a área metropolitana de Bilbau e da ria de Bilbau

O município situa-se no extremo setentrional da Península Ibérica, a cerca de 14 km do Golfo da Biscaia, estendendo-se por uma área de 40,65 km². Cerca de 70% dessa área tem uma altitude média de 19 metros, variando a altitude entre os 6 e os 32 metros. O município é o núcleo central da comarca de Grande Bilbau.
| Munícipios limítrofes de Bilbau |                  |                           |
| Erandio                         | Sondica, Zamudio | Zamudio, Derio, Galdácano |
| Baracaldo                       |                  | Echévarri                 |
| Alonsótegui                     | Arrigorriaga     | Basauri                   |

### Orografia
Bilbau encontra-se na chamada "ombreira basca" (umbral vasco; Montes Bascos), que marca a transição entre os Pirenéus e a Cordilheira Cantábrica. Na composição dos solos predominam os materiais do Mesozoico — calcários, arenitos e margas — sedimentados sobre uma base do Paleozoico. No relevo da província destacam-se as dobras com orientação noroeste-sudeste e oeste-noroeste-este-sudeste. A dobra principal, que constitui o eixo de toda a província, é o anticlinal de Bilbau, que se estende entre os municípios de Elorrio até Galdames. Já dentro do município de Bilbau, encontram-se as dobras secundárias, uma a sul, onde se destacam os montes Cobetas, Restalecu, Pagasarri e Arraiz, e outro a noroeste, formado pelos montes Archanda, Avril, Banderas, Pikota, San Bernabé e Cabras. O ponto de maior altitude do município é o monte Ganeta, com 689 m, seguido pelo Pagasarri, com 673 m, ambos no limite com o município de Alonsótegui.

### Hidrografia

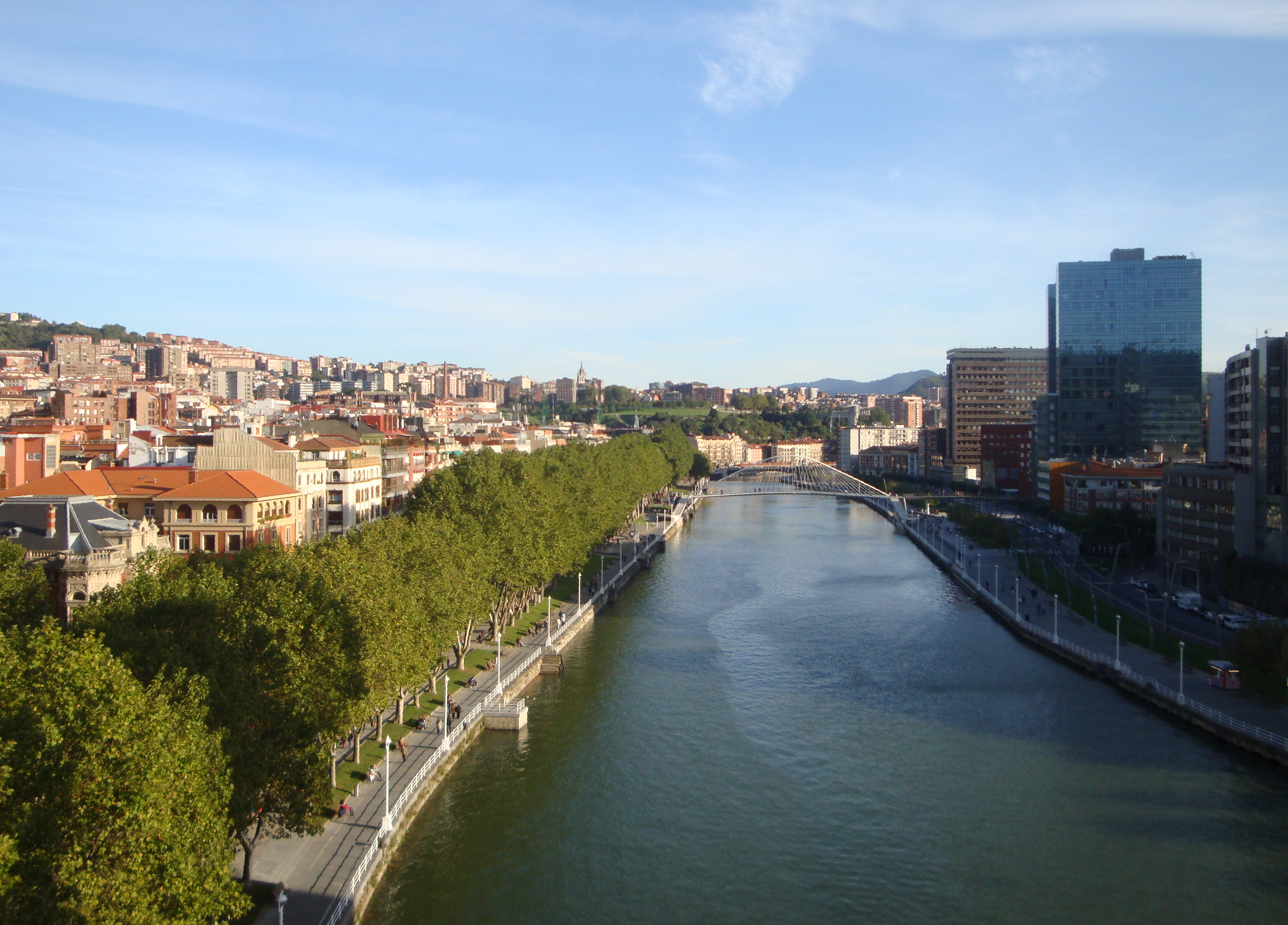
Vista da ria de Bilbau à sua passagem no centro da cidade; à esquerda: Deusto e Ibaiondo (ao fundo); ao centro: a Ponte Zubizuri; à direita: o (Abando).

O principal sistema fluvial da urbe é também a artéria hidrológica da Biscaia — constituída pelos rios Nervión e Ibaizábal, que se unem na sua passagem pelo município de Basauri formando um estuário que é chamado de ria de Bilbau ou ria do Nervión, ou ainda ria do Ibaizábal. Este estuário tem 15 km de comprimento e um caudal fraco — 25 m³/s em média. O seu principal afluente é o rio Cadagua, que nasce em Valle de Mena, na província de Burgos, e tem uma bacia de 642 km², a maior parte dela situada na província vizinha. O Cadagua é também a fronteira entre os municípios de Burgos e Baracaldo. Outro curso de água com alguma importância é a ribeira (arroyo) Elguera, que até 2006, ano em que foi canalizado e soterrado nas áreas urbanas de Recalde e Abando, servia para despejo de resíduos.
A ria sofreu a ação da mão do homem em muitas ocasiões. Podem encontrar-se exemplos disso na dragagem do seu fundo, na construção de molhes em ambas as margens e sobretudo no canal de Deusto, um braço de água artificial escavado entre 1950 e 1968 que tinha como função facilitar a navegação por ajudar a evitar as curvas do curso natural. O projeto foi interrompido quando faltavam 400 metros para a sua finalização e optou-se por deixá-lo para ser usado como estaleiro. Em 2007 foi aprovado um plano que previa a continuação da escavação e a formação da ilha de Zorrozaurre; em 2010 foi anunciado que as obras seriam iniciadas no final de 2012. Esta ação humana também teve resultados negativos para a qualidade da água, devido aos trabalhos de dragagem e ao contínuo despejo de resíduos industriais e urbanos, que provocaram uma situação de anóxia (falta de oxigénio, que resultou no desaparecimento quase completo da fauna e flora. A situação tem vindo a ser revertida nos últimos anos, graças à depuração das descargas e à regeneração natural. Atualmente encontram-se sobretudo algas, linguados, caranguejos e aves marinhas.
A ria serve de limite natural a muitos bairros da cidade. Desde a sua entrada no município, por oeste, divide os distritos de Begoña e Ibaiondo; dentro deste último separa os bairros de Bilbao La Vieja, San Francisco de Achuri e Casco Viejo, depois Abando e Uribarri, e por último Deusto e Basurto-Zorroza.

### Clima
A proximidade com o Mar Cantábrico faz com que o clima seja de tipo oceânico temperado, com chuvas repartidas ao longo de todo o ano, sem que se observe uma estação seca estival bem definida. As precipitações são abundantes e devido à latitude e à dinâmica atmosférica, os dias de chuva representam cerca de 45% do total anual, a que se somam 41% em que o céu está encoberto. O período mais chuvoso vai de outubro a abril, sendo novembro o mês com mais chuva. As precipitações assumem geralmente a forma de aguaceiros, sendo muito comuns os chuviscos muito finos, denominadas "sirimiri" pelos locais.
Também devido à proximidade do mar, as diferenças entre as duas estações do ano mais definidas — o verão e o inverno — são suaves e as oscilações térmicas são baixas. A temperatura média máxima nos meses de verão varia entre os 25 e 26 °C, enquanto as médias mínimas no inverno se situam entre 6 e 7 °C. A queda de neve não é frequente, e só nos invernos mais rigorosos é que cobre a cidade durante mais do que um dia, restringindo-se a sua ocorrência de forma mais persistente aos montes que circundam a cidade. Em contrapartida, registam-se em média 10 dias de queda de granizo por ano.
| Dados climatológicos para o Aeroporto de Bilbau | Dados climatológicos para o Aeroporto de Bilbau | Dados climatológicos para o Aeroporto de Bilbau | Dados climatológicos para o Aeroporto de Bilbau | Dados climatológicos para o Aeroporto de Bilbau | Dados climatológicos para o Aeroporto de Bilbau | Dados climatológicos para o Aeroporto de Bilbau | Dados climatológicos para o Aeroporto de Bilbau | Dados climatológicos para o Aeroporto de Bilbau | Dados climatológicos para o Aeroporto de Bilbau | Dados climatológicos para o Aeroporto de Bilbau | Dados climatológicos para o Aeroporto de Bilbau | Dados climatológicos para o Aeroporto de Bilbau | Dados climatológicos para o Aeroporto de Bilbau |
| Mês                                             | Jan                                             | Fev                                             | Mar                                             | Abr                                             | Mai                                             | Jun                                             | Jul                                             | Ago                                             | Set                                             | Out                                             | Nov                                             | Dez                                             | Ano                                             |
| ----------------------------------------------- | ----------------------------------------------- | ----------------------------------------------- | ----------------------------------------------- | ----------------------------------------------- | ----------------------------------------------- | ----------------------------------------------- | ----------------------------------------------- | ----------------------------------------------- | ----------------------------------------------- | ----------------------------------------------- | ----------------------------------------------- | ----------------------------------------------- | ----------------------------------------------- |
| Temperatura máxima recorde (°C)                 | 23,4                                            | 26,8                                            | 29,8                                            | 33,1                                            | 36,0                                            | 41,2                                            | 42,0                                            | 41,9                                            | 41,7                                            | 33,4                                            | 27,6                                            | 24,6                                            | 42,0                                            |
| Temperatura máxima média (°C)                   | 13,2                                            | 14,5                                            | 15,9                                            | 16,8                                            | 20,1                                            | 22,6                                            | 25,2                                            | 25,5                                            | 24,4                                            | 20,8                                            | 16,4                                            | 14,0                                            | 19,1                                            |
| Temperatura mínima média (°C)                   | 4,7                                             | 5,1                                             | 5,7                                             | 7,1                                             | 10,1                                            | 12,6                                            | 14,8                                            | 15,2                                            | 13,2                                            | 10,8                                            | 7,6                                             | 6,0                                             | 9,4                                             |
| Temperatura mínima recorde (°C)                 | −7,6                                            | −8,6                                            | −5,0                                            | −1,2                                            | 0,4                                             | 3,6                                             | 6,6                                             | 6,8                                             | 3,8                                             | 0,6                                             | −6,2                                            | −7,4                                            | −8,6                                            |
| Precipitação (mm)                               | 126                                             | 97                                              | 94                                              | 124                                             | 90                                              | 64                                              | 62                                              | 82                                              | 74                                              | 121                                             | 141                                             | 116                                             | 1 195                                           |
| Dias com chuva                                  | 13                                              | 11                                              | 11                                              | 13                                              | 12                                              | 8                                               | 7                                               | 8                                               | 9                                               | 11                                              | 12                                              | 12                                              | 128                                             |
| Dias com neve                                   | 1                                               | 1                                               | 0                                               | 0                                               | 0                                               | 0                                               | 0                                               | 0                                               | 0                                               | 0                                               | 0                                               | 0                                               | 2                                               |
| Dias de sol                                     | 3                                               | 2                                               | 2                                               | 2                                               | 2                                               | 3                                               | 5                                               | 4                                               | 4                                               | 3                                               | 3                                               | 3                                               | 35                                              |
| Insolação (h)                                   | 86                                              | 97                                              | 128                                             | 128                                             | 160                                             | 173                                             | 188                                             | 179                                             | 157                                             | 123                                             | 93                                              | 78                                              | 1 584                                           |
| Fonte: Agência Estatal de Meteorologia (AEMET)  |                                                 |                                                 |                                                 |                                                 |                                                 |                                                 |                                                 |                                                 |                                                 |                                                 |                                                 |                                                 |                                                 |

| Ocorrência                  | Valor numérico | Data                    |
| --------------------------- | -------------- | ----------------------- |
| Precipitação máxima num dia | 226,6 l/m²     | 23 de agosto de 1983    |
| Temperatura mínima absoluta | -9,6 °C        | 12 de fevereiro de 1963 |
| Temperatura máxima absoluta | 45,0 °C        | 26 de julho de 1947     |

### Demografia
Em 2021 o município tinha 346 405 habitantes (densidade: 8 387,5 hab./km²).
Os primeiros dados verosímeis sobre a população são posteriores a 1550. Sabe-se que em 1530 Biscaia tinha cerca de 65 000 habitantes, um número que pode ter sido minguado pelas pestes que assolaram Bilbau e outras vilas do Senhorio em 1517, 1530, 1564-68 e 1597-1601, esta última especialmente devastadora. Até ao século XIX manteve-se a tendência de situações adversas para o crescimento demográfico. A partir daí o crescimento foi exponencial até ao início da década de 1980, quando alcançou o máximo de 443 115 habitantes. Nessa altura foram desanexados os municípios de Erandio e Valle de Asúa, o que implicou uma diminuição de habitantes em termos administrativos.
| Gráfico da evolução da população de Bilbau entre 1920 e 2019 |
| ------------------------------------------------------------ |
|                                                              |

Pela análise da pirâmide etária, podem tirar-se as seguintes conclusões:
- Os menores de 20 anos representam 14% da população total;
- A população com 20 a 40 anos representa 29% do total;
- A população com 40 a 60 anos representa 30% do total;
- A população com mais 60 anos representa 27% do total.

Em 2011, a população da comarca de Grande Bilbau era de 874 879 habitantes (densidade: 2 364,5 hab./km²), enquanto que em 2009 a área metropolitana de Bilbau tinha 910 298 habitantes. Em 2011, a distribuição da população por sexos no município era de 47,3% (166 887) para o sexo masculino e 52,7% (185 813) para o sexo feminino. A diferença a favor das mulheres produz-se a partir dos 40 anos, aumentando de forma acentuada no topo da pirâmide etária.

#### População estrangeira
| Continente | Países | Total  |
| ---------- | --- | ------ |
| África     | Argélia (520), Marrocos (1 567), Nigéria (308), Senegal (475) | 4 438  |
| América    | Argentina (503), Bolívia (4 638), Brasil (1 165), Colômbia (3 616), Cuba (273), Chile (147), Equador (1 839), Paraguai (888), Peru (411), República Dominicana (199), Uruguai (103), Venezuela (463) | 14 731 |
| Europa     | Alemanha (173), Bulgária (64), França (280), Itália (395), Polónia (85), Portugal (530), Reino Unido (192), Roménia (1 959), Rússia (85), Ucrânia (103)                                              | 4 344  |
| Oceania    | - | 14     |
| Total:     | Total: | 24 942 |

## Política e administração pública

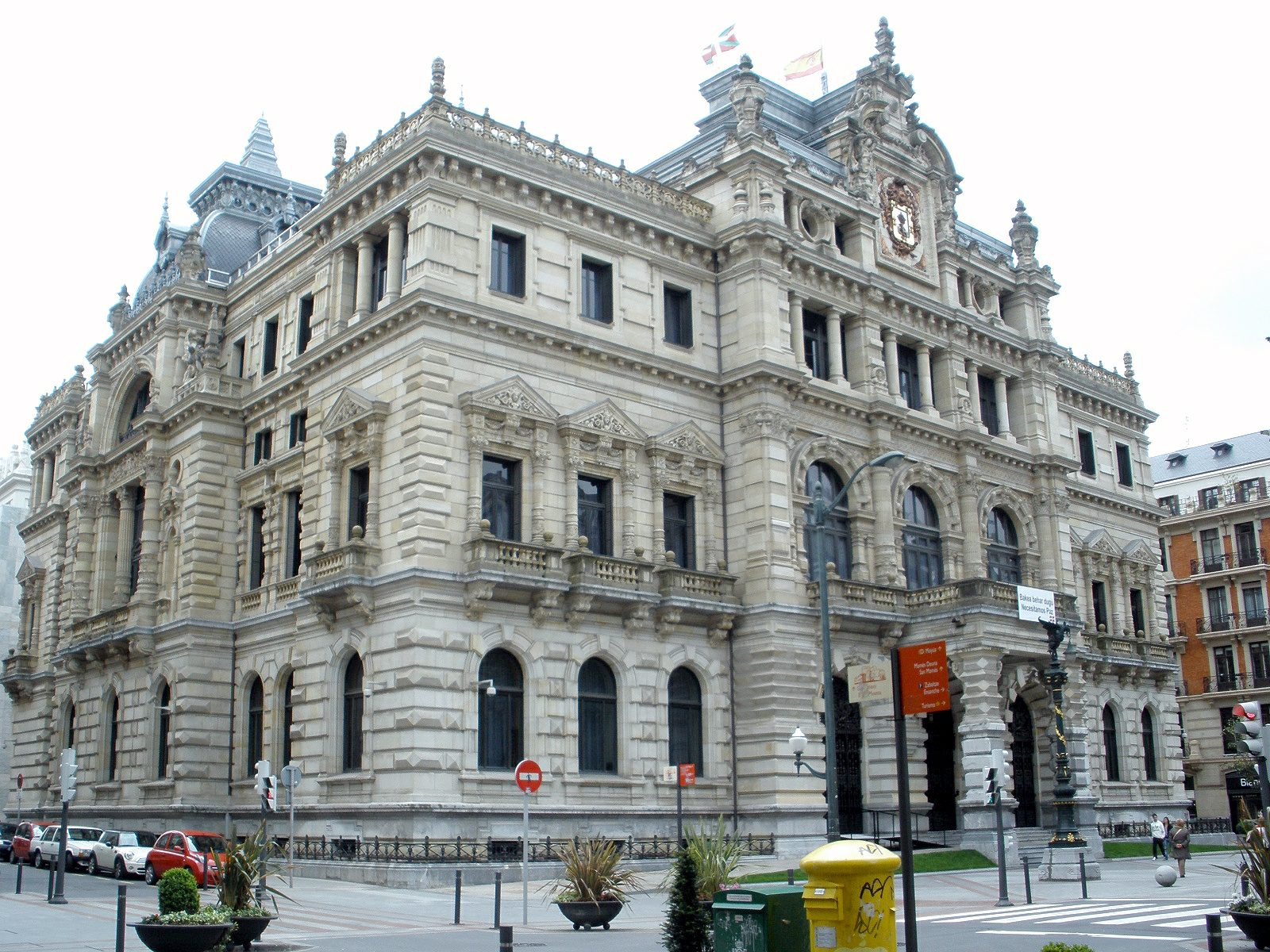
Sede da, na Gran Vía

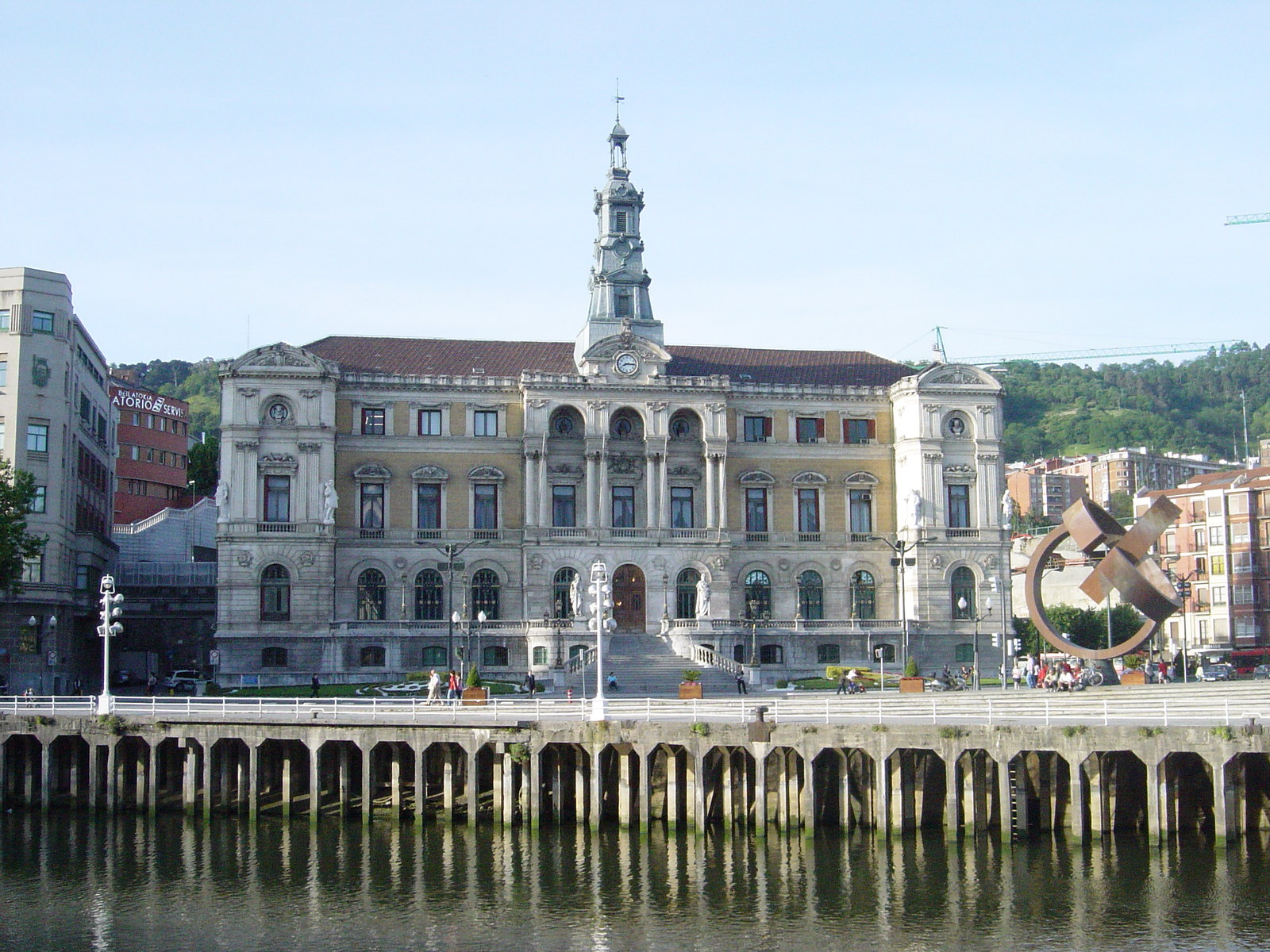
Fachada do Ayuntamiento (sede do governo municipal), em frente à ria. A escultura à direita da imagem é da autoria do escultor basco Jorge Oteiza e intitula-se Variante ovoide da desocupação da esfera.

A chamada villa de Bilbau é a capital da província da Biscaia e por isso nela se encontram os organismos administrativos de âmbito provincial, tanto os dependentes do governo autonómico do País Basco como do estado central espanhol. Pela parte do primeiro, há uma delegação provincial de cada uma das consejerías (secretarias) do governo, coordenadas por um delegado. Por parte do governo espanhol, a subdelegação para a província da Biscaia (o antigo governo civil), dependente do delegado do governo na comunidade autónoma, está sediada em Bilbau. A  Deputação Foral da Biscaia, o governo provincial, também tem sede em Bilbau.

### Administração municipal
A administração política está a cargo do ayuntamiento, de gestão democrática, cujos componentes são eleitos a cada quatro anos por sufrágio universal. O eleitorado é composto por todos os residentes registados no município maiores de 18 anos e cidadãos espanhóis ou de um país membro da União Europeia. Segundo a Lei do Regime Eleitoral Geral, que determina o número de vereadores (concejales) elegíveis em função da população do município, a "Corporação Municipal" é formada por 29 vereadores. Esta é composta por um executivo e uma assembleia (pleno) com funções legislativas. O executivo é integrado pelo alcaide e pela chamada "Junta de Governo da Villa de Bilbau". Esta junta «colabora de forma colegial na função de direção política que corresponde ao alcaide e exerce as funções executivas e administrativas atribuídas por lei». O número de membros da junta não pode superar um terço dos membros da assembleia, pelo que é composta por um máximo de nove pessoas, as quais são nomeadas ou demitidas livremente pelo alcaide.
A assembleia municipal (Pleno Municipal) é o «órgão de máxima representação política da cidadania do governo municipal, aparecendo configurado como órgão de debate e de adoção das grandes decisões estratégicas através da aprovação dos regulamentos de natureza orgânica e de outras normas gerais, das disposições municipais, dos planos de ordenamento urbanístico, das formas de gestão dos serviços, etc, e de controle e fiscalização dos orgãos de governo». É composta por 29 deputados e é presidida pelo alcaide, embora a presidência possa ser delegada a outra pessoa pelo alcaide.
Em 2010, o orçamento do ayuntamiento foi aproximadamente 563 milhões de euros.
Após as eleições municipais de junho de 2011, a composição da assembleia municipal ficou a seguinte: 15 deputados do Partido Nacionalista Basco (PNV); 6 do Partido Popular; 4 do Partido Socialista Operário Espanhol; 4 da coligação Bildu. Graças à maioria absoluta conseguida, foi reeleito o alcaide Iñaki Azkuna, do PNV.
Distritos e bairros
Administrativamente, o município divide-se em oito distritos cuja direção política é exercida pelos correspondentes vereadores presidentes e são geridos pelos diretores de "Centro Municipal de Distrito", coordenados pelo "Serviço de Relações Cidadãs". Por sua vez, estes distritos dividem-se em 34 bairros.

### Relações internacionais
Representações consulares
Há um número considerável de consulados em Bilbau dos países com os quais a região mantém mais relações comerciais ou que têm comunidades imigrantes importantes. A sede dos consulados estão espalhadas por diferentes municípios da Grande Bilbau.
|  | Alemanha Áustria Bélgica Bolívia Brasil Chile Costa do Marfim Colômbia Chipre Dinamarca |  | República Dominicana Equador Finlândia França Reino Unido Grécia Guatemala Irlanda Islândia Itália |  | Jordânia Luxemburgo Marrocos Mónaco México Nicarágua Países Baixos Noruega Paquistão Peru |  | Filipinas Polónia Portugal Suécia Uruguai Venezuela África do Sul |

|  | Buenos Aires, Argentina (1992) Bordéus, França (2006) Londrina, Brasil (2006) Medellín, Colômbia (1998) Pittsburgh, Estados Unidos Qingdao, China (2006) |  | Rosário, Argentina (1988) San Adrián de Besós, Espanha (com o bairro de San Adrián) Tbilisi, Geórgia Milão, Itália (2011) |

## Economia

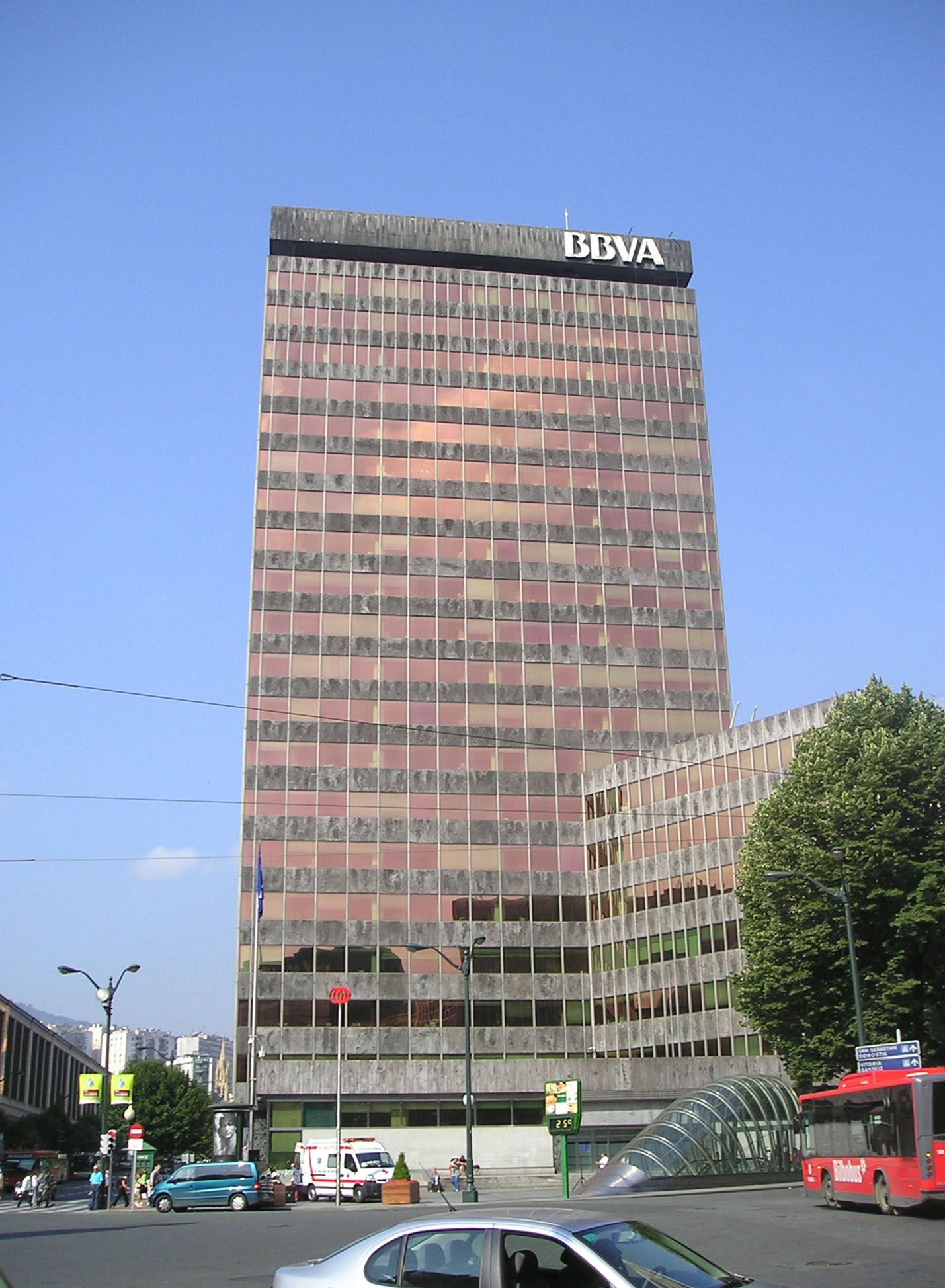
Sede principal do Banco Bilbao Vizcaya Argentaria

Bilbau é o principal núcleo económico do País Basco desde os tempos do Consulado, principalmente graças ao comércio de produtos castelhanos no seu porto, baseada na exploração de minas de ferro e na indústria siderúrgica, que promoveram o tráfico marítimo, a atividade portuária e a construção naval.  Em 2010, o Porto de Bilbau era um dos cinco portos mais importantes de Espanha. A mineração de ferro e a siderurgia, que no passado foram os principais motores do desenvolvimento económico da cidade — a extração de ferro estava protegida legalmente desde 1526 e a indústria siderúrgica desenvolveu-se a partir da segunda metade do século XIX — perderam grande parte da importância do passado a partir da década de 1980. Desde então, a cidade transformou-se numa cidade de serviços, sede de numerosas empresas de relevância nacional e internacional, incluindo duas que em 2008 se encontravam entre as 150 maiores do mundo segundo a revista Forbes: o Banco Bilbao Vizcaya Argentaria (BBVA) em 40º lugar (3º em Espanha) e a Iberdrola no 122º (5º em Espanha).
No setor bancário, Bilbau é a sede de um dos maiores bancos espanhóis, o BBVA, e da Bilbao Bizkaia Kutxa (BBK). O primeiro resultou da fusão de duas instituições financeiras fundadas na cidade — o Banco de Bilbau, criado em 1857 e o Banco de Vizcaya, criado em 1901. A BBK resultou da fusão em 1990 de duas caixas de poupança fundadas no início do século XX. Outras instituições financeiras importantes, a Câmara de Comércio, Indústria e Navegação e a Bolsa de Bilbau, existem desde o século XIX.

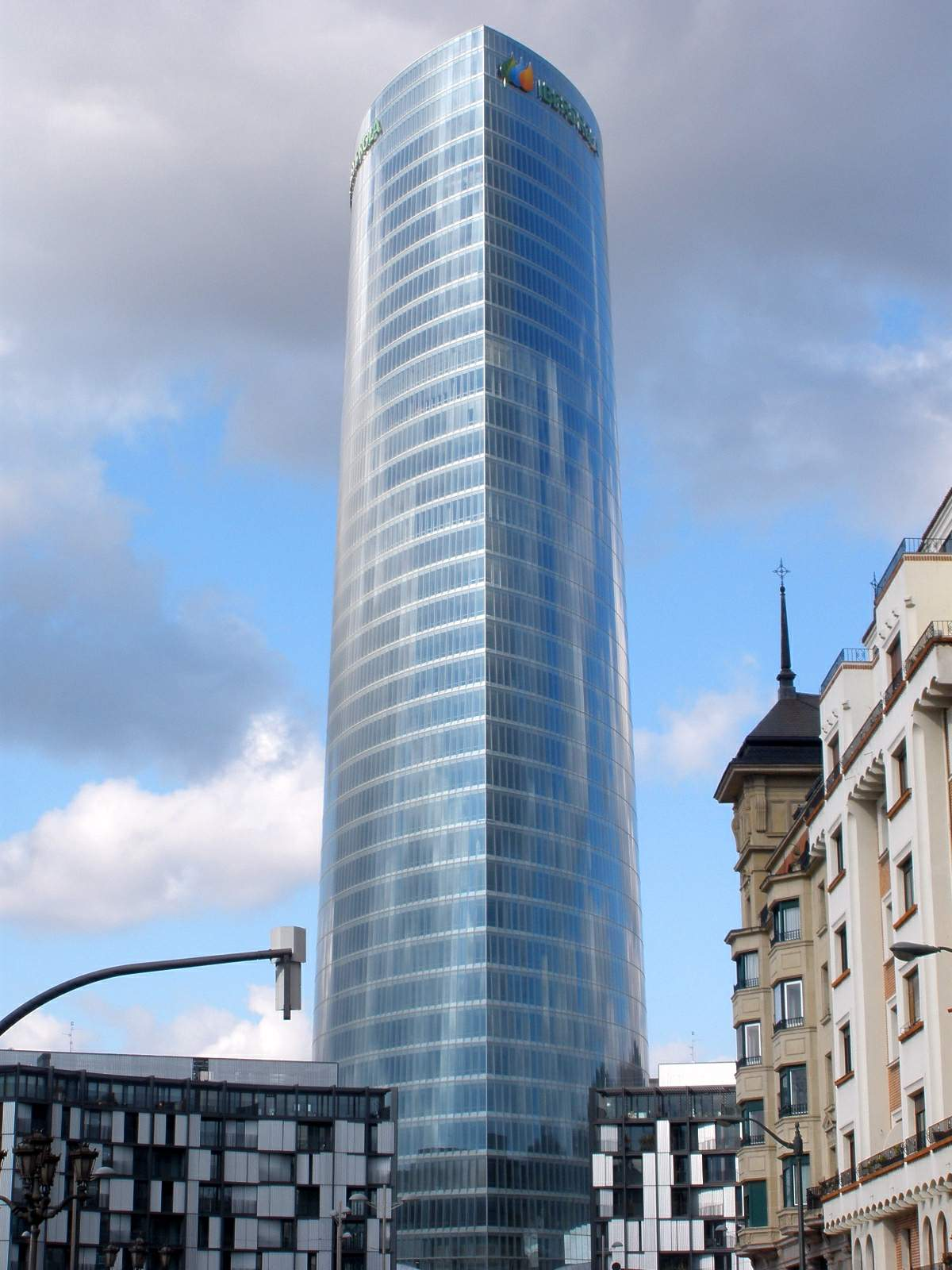
A Torre Iberdrola, sede do megagrupo energético Iberdrola

As novas instalações da Feira de Exposições de Bilbau foram inauguradas em 2004 e passaram a denominar-se Bilbao Exhibition Centre (BEC). O complexo ocupa 251 055 m² nos terrenos da antiga empresa siderúrgica Altos Hornos de Vizcaya, em Baracaldo, e além 150 000 m² destinados a exposições, com capacidade para a realização de exposições de carácter internacional, tem outros pavilhões destinados a outros usos, nomeadamente um centro de congressos com 6 500 m² e a Bizkaia Arena, uma grande sala multiusos com capacidade para 26 000 pessoas.
O Produto Interno Bruto da província da Biscaia em 2006 foi 31 485 milhões de euros, um aumento de 4,2% em relação ao ano anterior. Este número representou metade do PIB de todo o País Basco espanhol. Segundo o "Anuário Socioeconómico", os setores mais fortes são o da construção, indústria extrativa e de manufatura, além do setor terciário: ócio, hotelaria, comércio, turismo e distribuição comercial. O PIB per capita em novembro de 2007 era 19 648 euros, muito abaixo do da província da Biscaia, que foi de 27 220. A taxa de desemprego nessa data era de 8,7%, superior à da Biscaia (8,0%) e do País Basco (7,4%), mas inferior à de Espanha (10,6%).

### Turismo
O primeiro impulso do turismo deu-se com a construção da linha de caminho de ferro entre o centro da cidade e o bairro de Las Arenas, no município de Guecho. Os responsáveis desta iniciativa publicitaram-na oferecendo «um passeio até Las Arenas ou Portugalete, onde se respiram as brisas do mar, cuja vistamuito poucos portos de banhos oferecem » Assim se constitui um discreto destino balneário.
No entanto, o maior desenvolvimento turístico iniciou-se com a inauguração do Museu Guggenheim, como atesta a crescente afluência de turistas desde então, que chegou a 623 229 visitantes em 2007. Outros dados afirmam que a localidade é o destino de 30% das visitas do País Basco, sendo o principal destino daquela comunidade autónoma, acima de São Sebastião. A procedência da maioria dos turistas é Madrid, seguindo-se a Catalunha. A maioria dos visitantes estrangeiros provém de França, Reino Unido, Alemanha e Itália.
Além do turismo de ócio, também há turismo de negócios e de congressos, graças às novas instalações, como o Palácio Euskalduna e o vizinho Bilbao Exhibition Centre.

## Urbanismo

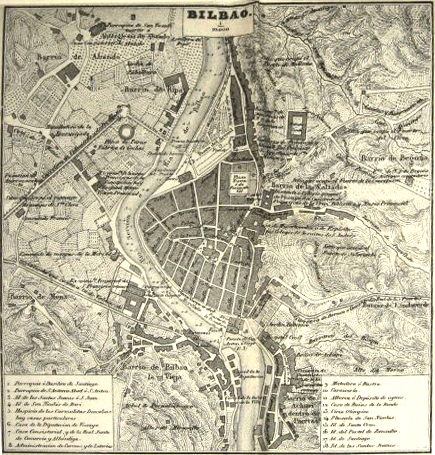
Mapa de Bilbau em 1857

### Evolução
Inicialmente a vila medieval tinha apenas três ruas — Somera, Artecalle e Tendería — rodeadas por uma muralha cujo limite se situava no que é agora a Calle de la Ronda. Dentro desse recinto encontrava-se também uma pequena ermida dedicada ao apóstolo Santiago Maior, depois transformada na Catedral de Bilbau, por onde passavam os peregrinos no seu caminho rumo a Santiago de Compostela. No século seguinte à fundação oficial, completaram-se as restantes quatro ruas que formariam as primitivas Siete Calles ("Sete Ruas") ou Zazpikaleak. Em 1571, depois de várias inundações e de um grande incêndio ocorrido em 1569, derrubaram-se as muralhas do perímetro para permitir a expansão da cidade. No século XVII definiu-se a configuração urbana do Casco Viejo, com os respetivos ensanches até ao Arenal e Achuri.
Em 1861, o engenheiro Amado Lázaro projetou um ensanche em Abando, que incluía amplas avenidas e edifícios regulares, inspirando-se nas ideias higienistas de então. No entanto, o projeto foi desdenhado pela municipalidade, que o considerou utópico por causa do seu elevado custo. Lázaro tinha calculado o crescimento demográfico da cidade baseando-se nos três séculos anteriores, uma previsão que não se ajustou com a realidade.
A grande mudança urbanística seguinte ocorreu em 1876, quando a cidade se apropriou em várias etapas da anteiglesia de Abando. Projetou-se um ensanche baseado no plano da equipa formada pelo arquiteto Severino de Achúcarro e pelos engenheiros de caminhos, canais e portos Pablo de Alzola e Ernesto de Hoffmeyer. O crescimento demográfico foi superior ao estimado, pelo que atualmente a planificação urbana ordenada que se observa em Abando e no Campo de Volantín não se verifica em San Francisco e nas imediações do Casco Viejo, onde o desenvolvimento rápido se produziu à margem dos ditames municipais. O eixo do ensanche daquela equipa é a Gran Vía Don Diego López de Haro, onde foi instalado o Palácio da Deputação Foral de Biscaia, bem como muitos bancos e caixas de poupança.
No século XX sucederam-se novas anexações em distintas fases. Em 1925 foi efetivada a de Deusto, o bairro de  Luchana de Erandio e o que restava de Begoña. Em 1940 foi a vez da totalidade de Erandio e em 1966 ocorreu a última grande anexação: as anteiglesias de Lujua, Sondica, Derio e Zamudio. Nessa altura o município atingiu a sua maior extensão, com 107 km². No entanto, muitos dos municípios, nomeadamente estes últimos, foram desanexados em 1983.

### Espaços verdes
O governo municipal encara o conjunto das suas zonas verdes como um recurso de grande importância que confere qualidade de vida e valor acrescentado à cidade. Administrativamente, a manutenção de espaços verdes está a cargo da "Área Municipal de Obras e Serviços". As zonas verdes estão classificadas em: "Parques e Jardins inseridos no meio urbano" (335 ha), "Montes e Parques Florestais inseridos no meio urbano periférico" (963 ha) e "Taludes e Zonas Marginais (46 ha). A superfície das zonas verdes origina um rácio de 37,96 m² por habitante e uma relação de área de jardins de 9,47 m²/habitante.

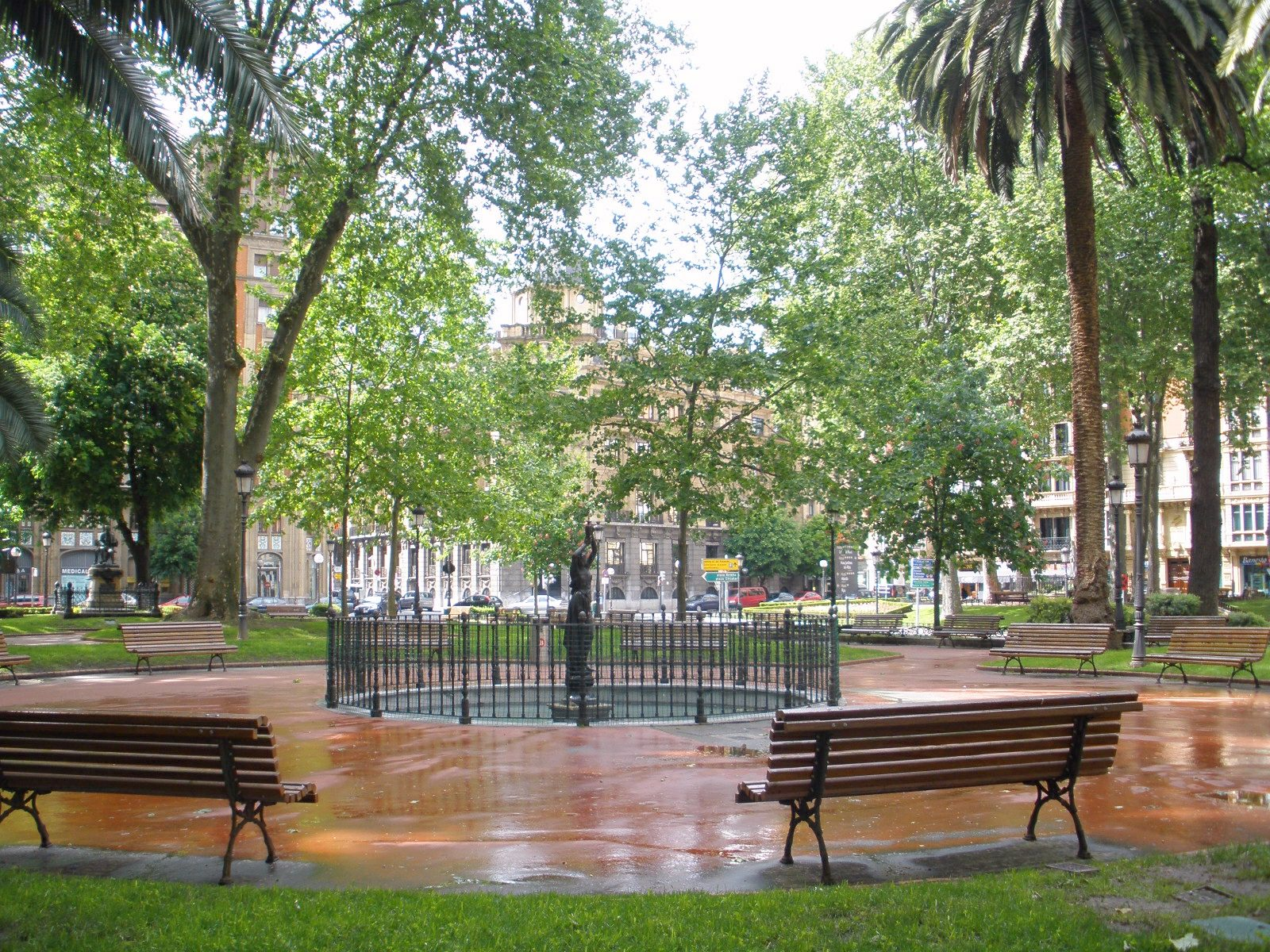
Os Jardins de Albia, em Abando

Entre os principais parques da cidade encontra-se o Parque de Doña Casilda, construído em 1907. Com uma extensão de 8,52 ha, é uma obra de estilo romântico do arquiteto Ricardo Bastida e o engenheiro Juan de Eguiraun. Ao longo do tempo, as suas infraestruturas foram ampliadas e entre os seus elementos destacam-se dois campos de basquetebol, uma fonte cibernética e um palco para atuações. Alberga ainda uma escultura de Eduardo Chillida, que homenageia o palhaço Tonetti, uma fonte monumental de Aureliano Valle e um busto de Casilda de Iturrizar e Urquijo, a benfeitora bilbaína que deu o nome ao parque.
Em Ibaiondo, o parque Etxebarria está instalado nos terrenos de uma antiga fundição de aço, e é o fruto dum plano de reconversão industrial levado a cabo na cidade nos anos 1980. Trata-se de um espaço amplo numa das encostas que rodeiam o vale onde se encontra Bilbau, com excelentes vistas sobre o centro urbano e especialmente sobre o Casco Velho. No centro do parque conserva-se uma chaminé original como homenagem à antiga fundição. Outros espaços verdes relevantes são o  Parque Europa, o Miribilla, o de Sarriko, o de Amézola, Larreagaburu, Ibaieder e de Escurce, entre outros. O chamado "Plano Especial do Monte Pagasarri" previa, em 2006, que o mesmo seja convertido num parque suburbano de 700 ha onde está incluída a zona de maior valor ecológico do município: o Bolintxu.
Flora e fauna
A flora autóctone dos montes circundantes foi substituída em grande medida por plantações arbóreas forasteiras de crescimento rápido, nomeadamente coníferas. Isso relegou as espécies locais para espaços reduzidos. Entre os exemplares autóctones encontra-se a azinheira, o carvalho, a faia, o amieiro, o cedro e a avelaneira. A redução da flora autóctone também contribuiu para a redução da fauna, entre cujos exemplares se destacam o abutre, a gaivota, javali, raposa, tritão e salamandra, entre outros.

### Arquitetura monumental
Casa Consistorial

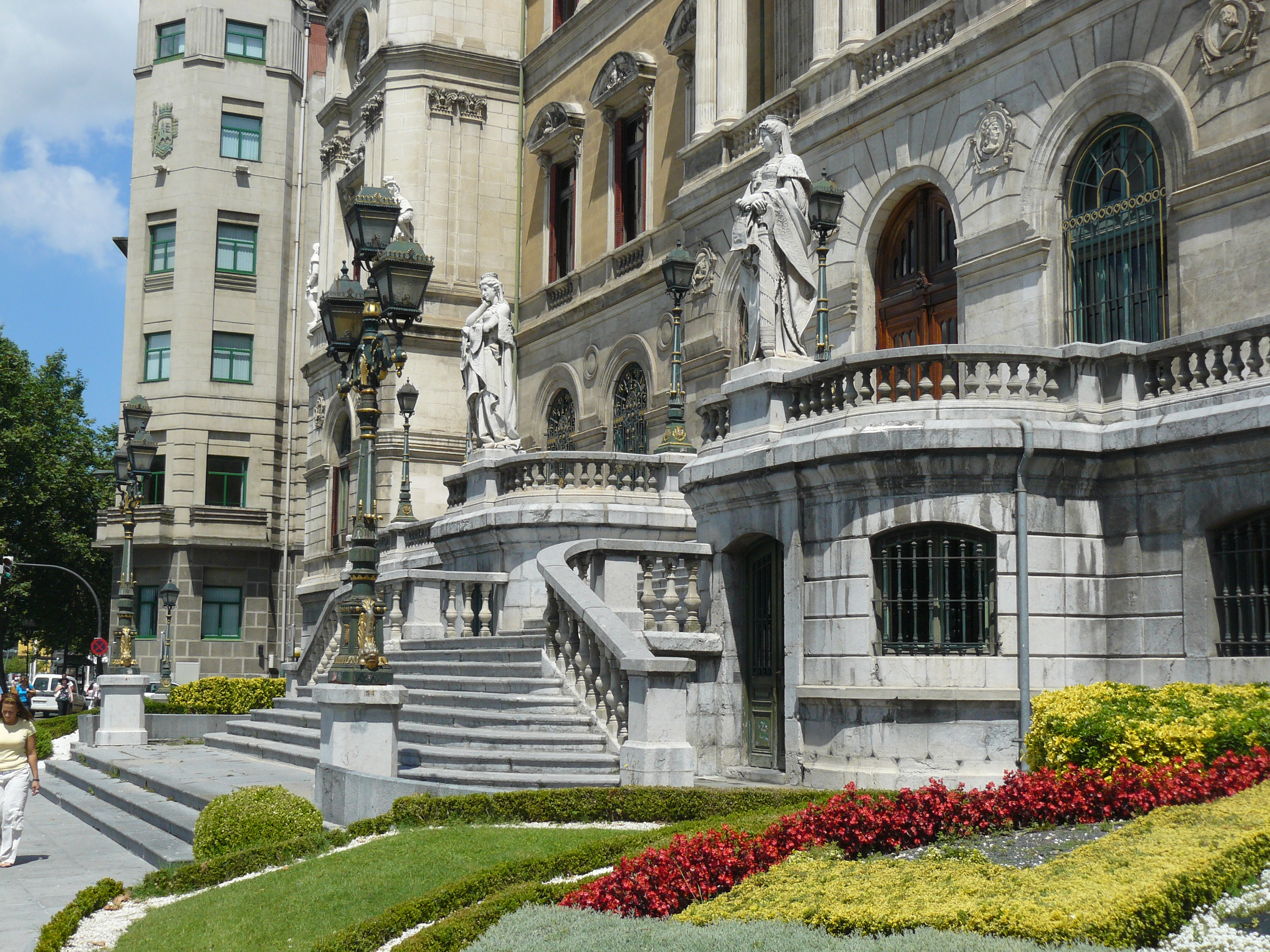
Escadaria da Casa Consistorial

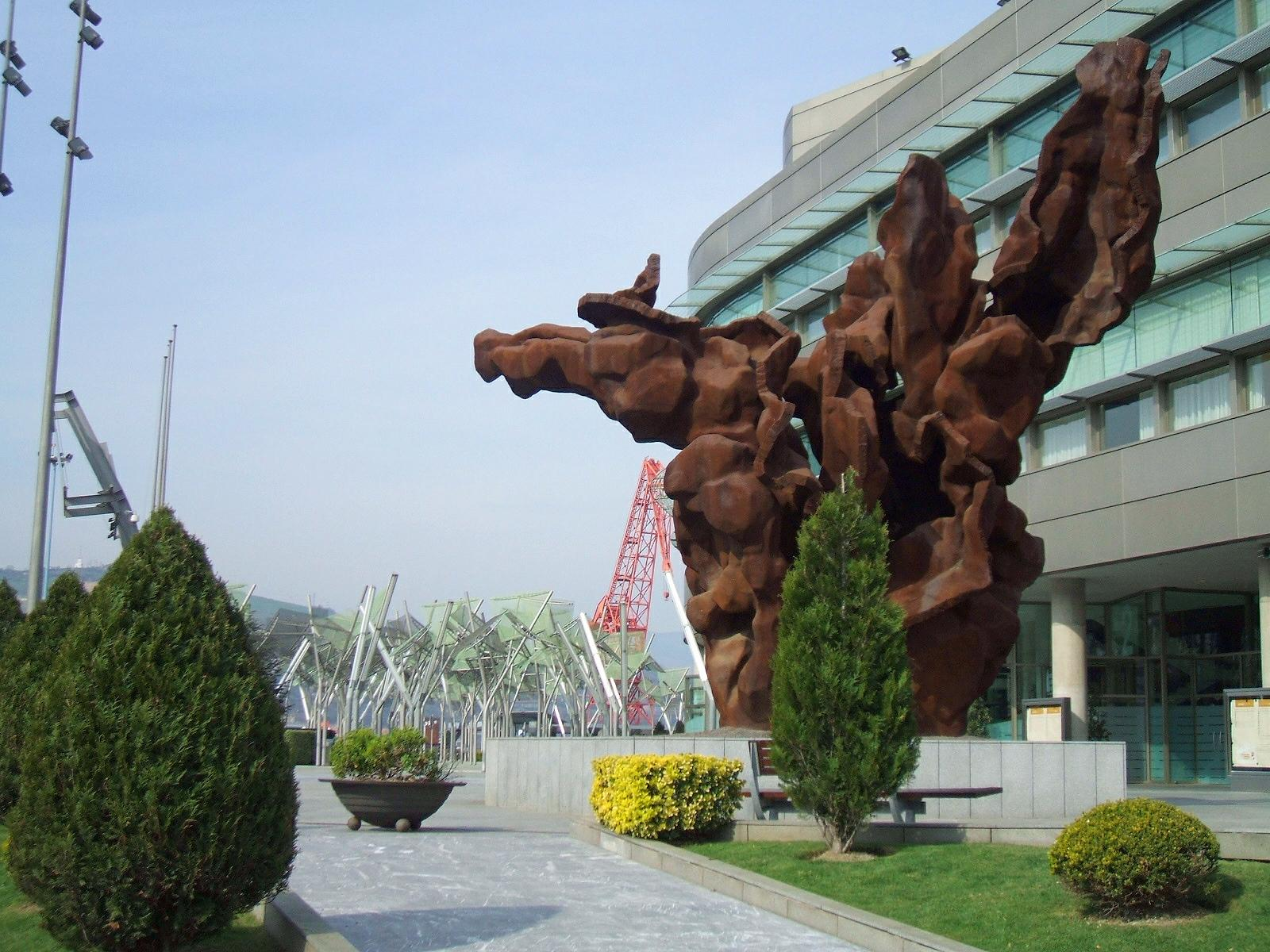
Exterior do Palácio Euskalduna

Também chamado "Casa da villa de Bilbau", é o principal edifício do  ayuntamiento (administração municipal). Inaugurada a 17 de abril de 1892, é da autoria do arquiteto municipal Joaquín Rucoba, que a desenhou em estilo eclético. Para adornar o exterior, Rucoba inspirou-se na arquitetura pública da Terceira República Francesa. O edifício tem um eixo principal, no qual se situa a varanda principal e três arcos com oito colunas, coroado por um campanário. A arcada tem dois níveis; no superior encontram-se baixos-relevos de cinco figuras destacadas da história bilbaína: o fundador Diego López V de Haro, o Cardeal Antonio Javier Gardoqui, o almirante Juan Martínez de Recalde, Tristán de Leguizamón e o economista Nicolás de Arriquibar. O edifício é flanqueado por quatro esculturas: dois maceiros e dois arautos. Na escadaria principal destacam-se duas esculturas que representam a lei e a justiça. A tradição conta que o quinto lanço dessa escadaria faz referência à altitude oficial da urbe, 8,804 metros acima do nível do mar.
Palácio Euskalduna
Chamado Euskalduna Jauregia em basco, encontra-se junto à ria, ocupando parte dos terrenos onde funcionaram os estaleiros Euskalduna. O projeto foi da autoria dos arquitetos Federico Soriano e Dolores Palacios. O edifício é usado para a realização de todo o tipo de congressos, bem como para atividades musicais. A construção foi iniciada em 1994 e foi inaugurado em fevereiro de 1999. A área total do projeto ultrapassa os 2,5 ha, e inclui uma sala com lotação de 2 200 lugares, três salas menores, oito salas de ensaio sete salas para conferências e instalações complementares. Junto ao palácio há várias obras de arte urbana, como o famoso "bosque", constituído por candeeiros em forma de árvore colocados em grupos, que formam uma espécie de bosque.
Palácio Chávarri
É a sede da subdelegação do governo espanhol (antigo governo civil) desde 1943. Encontra-se no ensanche bilbaíno e é uma obra eclética inspirada em revivalismos neoflamengos. Foi construído para a família Chávarri pelo arquiteto Atanasio de Anduiza, segundo um projeto do arquiteto belga Paul Hankar. Alguns dos seus salões foram decorados pelo pintor José Echenagusia Errazquin (1844  1912). O acesso principal, em forma de arco rebaixado, foi aberto quando foi mudada a função do edifício. Tem outro acesso com dintéis no eixo direito da fachada com a esquina "em chanfradura". Nos seus três pisos abrem-se de forma assimétrica inúmeros vãos com dintéis e em arco de volta perfeita, com janelas, miradouros e varandas com balaustrada de pedra ou peitoris em ferro. Na mansarda há diversos sótãos.
Palácio da Deputação Foral
É um edifício de aspeto sólido e majestoso situado na Gran Vía. Foi projetado no final do século XIX em estilo eclético. Destaca-se a fachada principal, com um corpo adiantado em relação à linha da fachada que inclui um alpendre de entrada sobre o qual há uma varanda e é rematada por um escudo. Merece especial menção o chamado Salão do Trono, onde se encontram duas pinturas murais de José Echenagusia Errazquin que são frequentemente reproduzidas em livros escolares e históricos alusivos ao País Basco. O edifício está classificado como "Bem de Interesse Cultural" desde 1994.
Teatro Arriaga

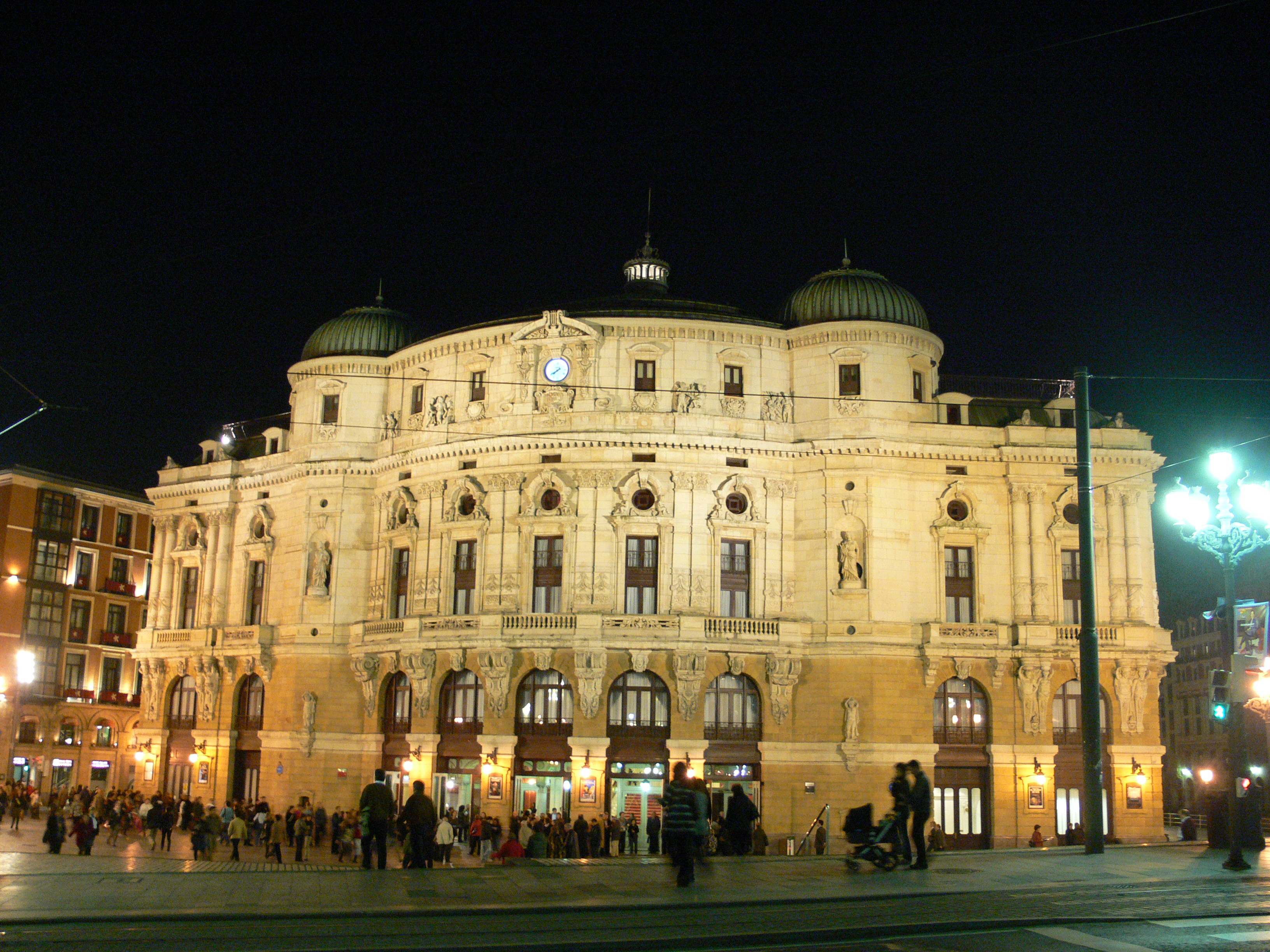
Vista noturna da fachada principal do Teatro Arriaga

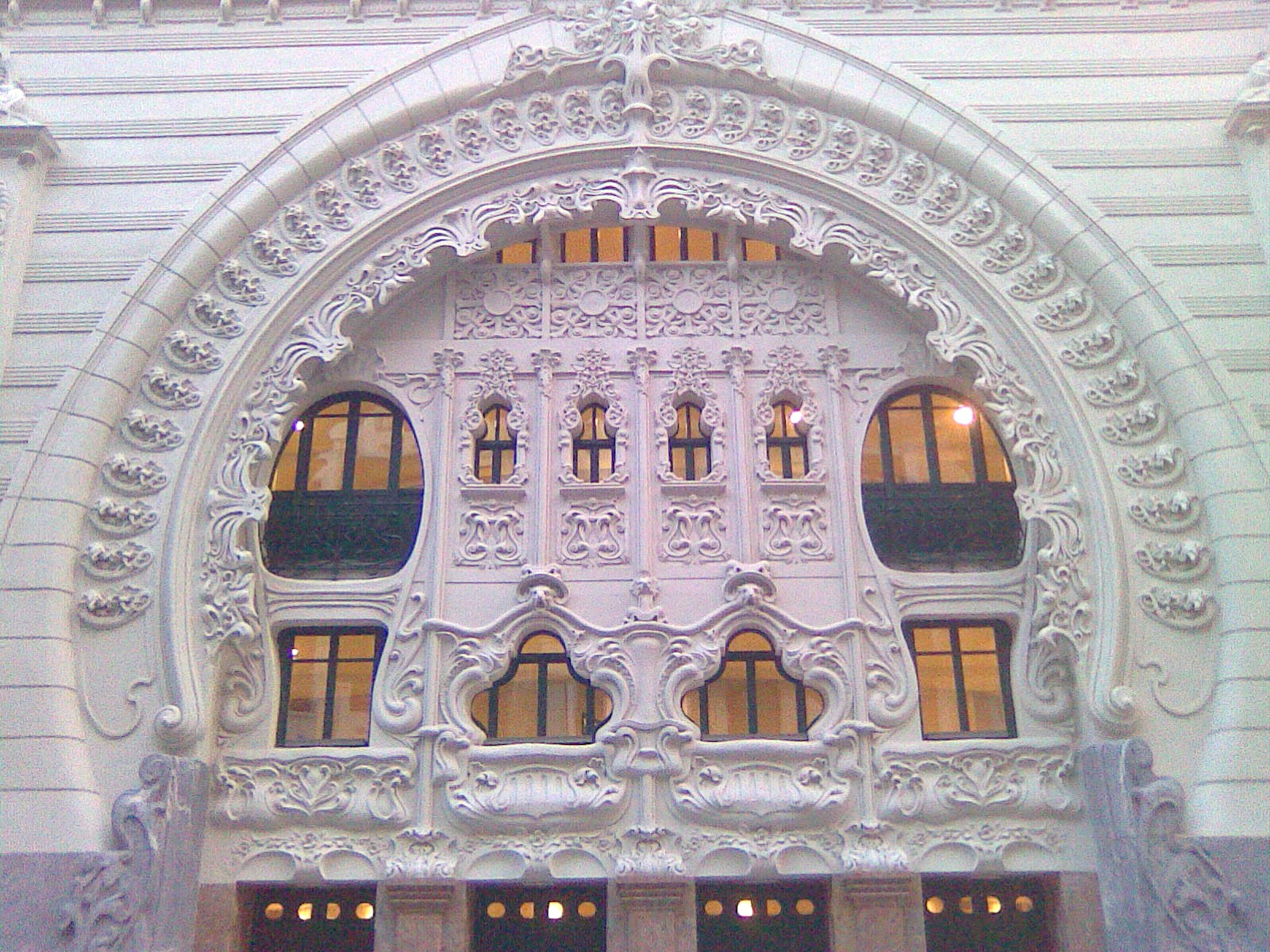
Parte superior da entrada do Teatro Campos Elíseos

É um edifício neobarroco do final do século XIX, da autoria do arquiteto Joaquín de Rucoba. O seu nome homenageia o compositor bilbaíno Juan Crisóstomo de Arriaga (1806  1826). Foi inaugurado com o nome atual em novembro de 1890. Trata-se de um edifício isolado. A fachada dispõe-se em três níveis de decoração, sendo almofadada ao nível do rés do chão. O corpo principal apresenta colunas de ordem colossal, com vãos retangulares e óculos profusamente decorados, e o corpo superior separado do anterior por cornija corrida. A cobertura principal apresenta duas águas, tanto na parte frontal, que é rematada por um pequeno zimbório, como na metade posterior. As torres laterais são encimadas por cúpulas e ao longo do perímetro lateral dispõe-se um telhado de forte pendente pontuado por mansardas.
Teatro Campos Elíseos
Também conhecido como a "Bombonera de Bertendona", devido à decoração da fachada fazer lembrar uma caixa de bombons, situa-se na rua Bertendona, em Abando. Foi construído entre 1901 e 1902 segundo um projeto do arquiteto Alfredo Acebal. A fachada modernista é da autoria do decorador francês Jean Baptiste Darroquy. É considerado uma joia da Art nouveau de Bilbau, principalmente pela sua fachada. Está classificado como "Bem de interesse cultural". Depois de cinco anos em obras, foi reinaugurado a 11 de março de 2010.
Alhóndiga
É um antigo armazém de vinho desenhado por Ricardo Bastida em 1909. Foi restaurado e convertido num centro cívico polivalente que foi inaugurado a 18 de maio de 2010. O projeto de reabilitação teve a intervenção do designer Philippe Starck.
Museu Guggenheim Bilbao
Ícone emblemático da Bilbau moderna, que deu um enorme contributo para a divulgação da cidade e do seu turismo, é um museu de arte contemporânea que pertence à Fundação Solomon R. Guggenheim. Foi desenhado pelo atelier de arquitetura de Frank Gehry e foi aberto ao público em 1997. Alberga e expõe coleções de arte pertencentes à Fundação Guggenheim e exposições itinerantes. A estrutura principal é esculpida e apresenta contornos quase orgânicos. Parte do edifício é atravessada por uma ponte elevada e o exterior é coberto por placas de titânio e por uma pedra calcária igual à que foi usada para construir a Universidade de Deusto.
Universidade de Deusto
É uma instituição de ensino superior privada da Companhia de Jesus situada no distrito de Deusto. O campus compõe-se de vários edifícios, entre eles o da La Literaria, o mais antigo, onde funcionam os cursos de Direito. A universidade tem também um campus de menor dimensão em San Sebastian, Guipúscoa.
Pontes

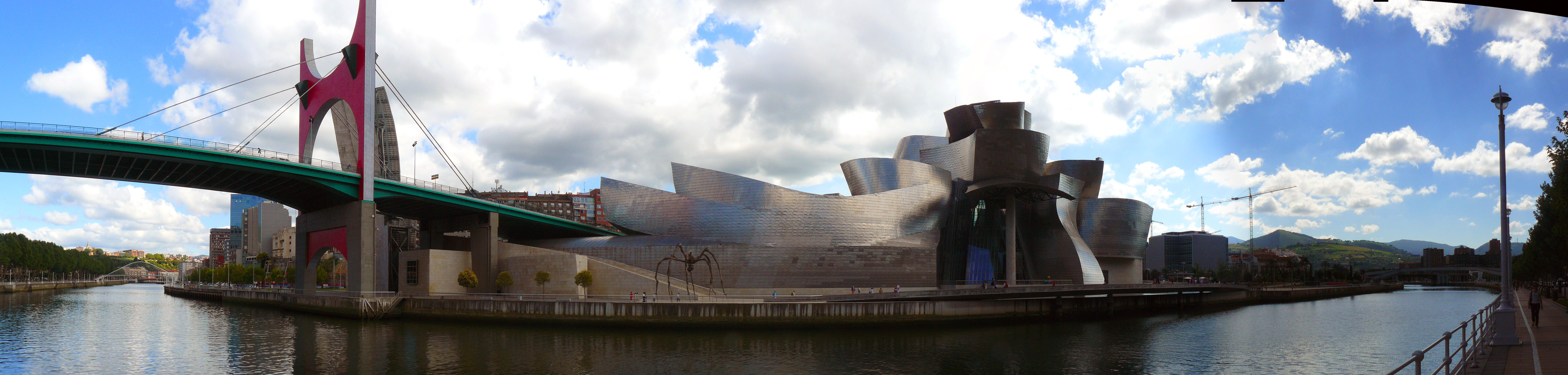
Panorâmica do Museu Guggenheim Bilbao, um dos ex libris da Bilbau moderna. À esquerda: a Ponte de La Salve, com o seu característico pórtico vermelho.

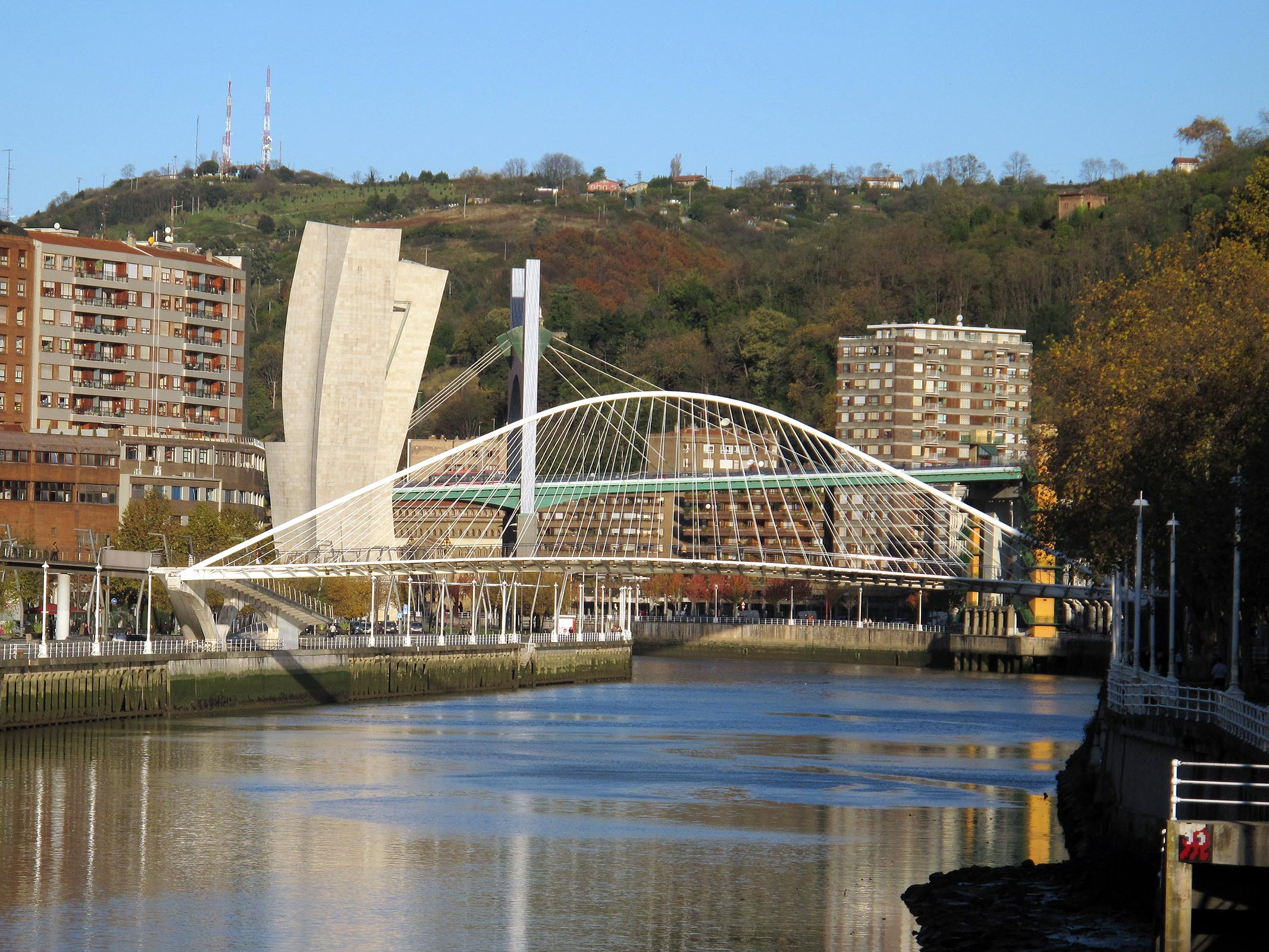
Ponte Zubizuri

Na primeira metade do século XX percebeu-se a necessidade de unir o centro histórico com os novos bairros que começavam a ser construídos nos terrenos de Deusto, Begoña e Abando, recém-anexados pelo município, o que levou à construção de diversas pontes sobre a ria. Estas pontes deviam ser desenhadas de forma a que não interrompessem o tráfego fluvial, fundamental para a atividade portuária que só posteriormente seria ser deslocado para jusante, o que obrigava a que fossem suficientemente altas para que deixassem passar as embarcações. A solução adotada foi a construção de pontes levadiças.
A Ponte de Deusto, inaugurada em 1936, liga o Ensanche ao distrito de Deusto; a Ponte do Ayuntamiento liga Abando ao bairro de Begoña. Ambas têm características similares e são obras de engenharia admiráveis. A primeira ainda está em uso, enquanto que a segunda foi selada em 1969 e desde então só é usada por peões. Mais recentemente foram construídas duas pontes no centro da cidade que se destacam pela sua arquitetura: a Zubizuri, da autoria de Santiago Calatrava e inaugurada em 1997; e a de La Salve, inaugurada em 2007, que ostenta um característico pórtico vermelho da autoria do artista francês Daniel Buren.
Há várias outras pontes na cidade, dentre as quais se destacam pela sua antiguidade a Ponte de San Antón, Ponte de la Merced, Ponte de la Ribera e Ponte del Arenal.

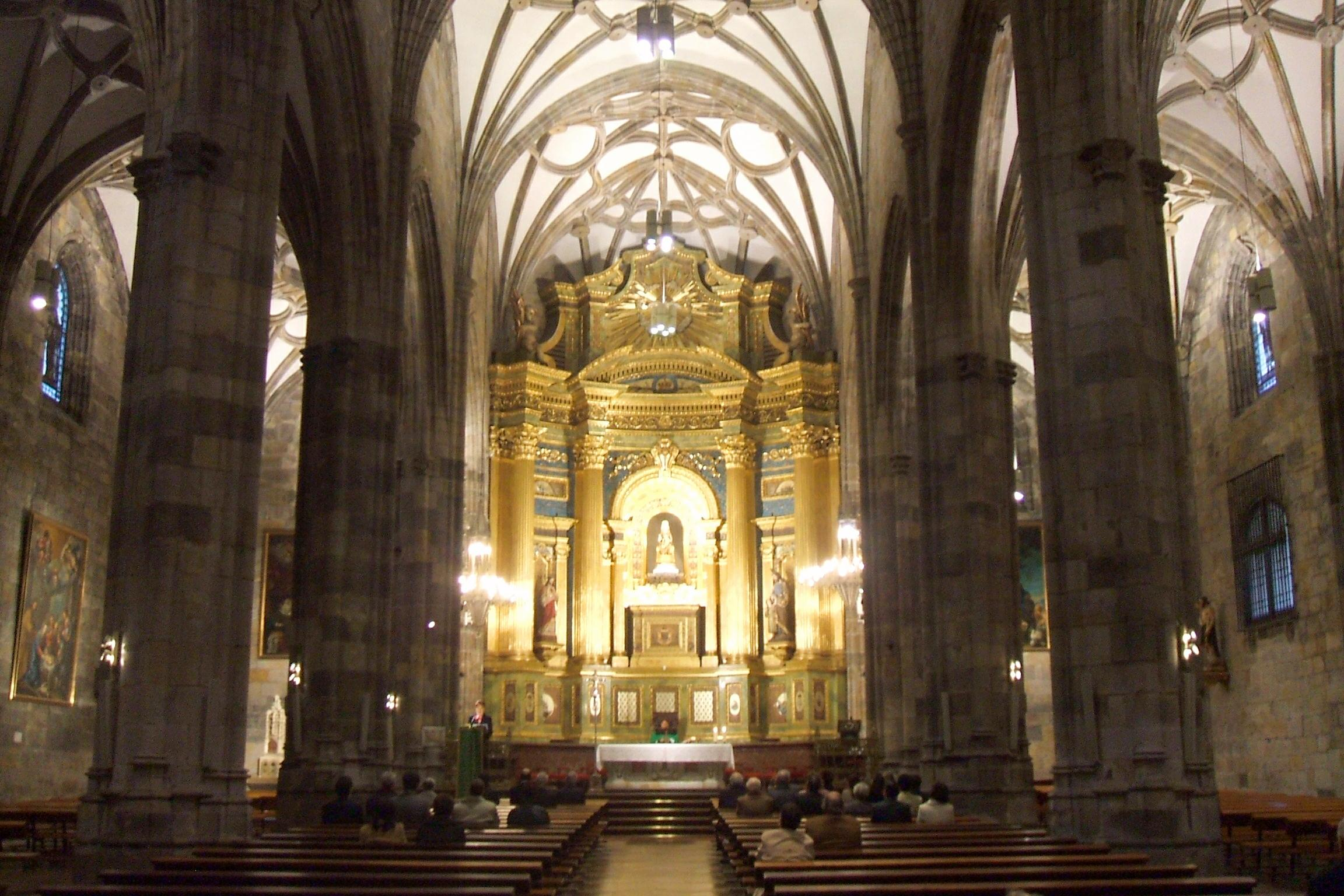
Interior da Basílica de Begoña

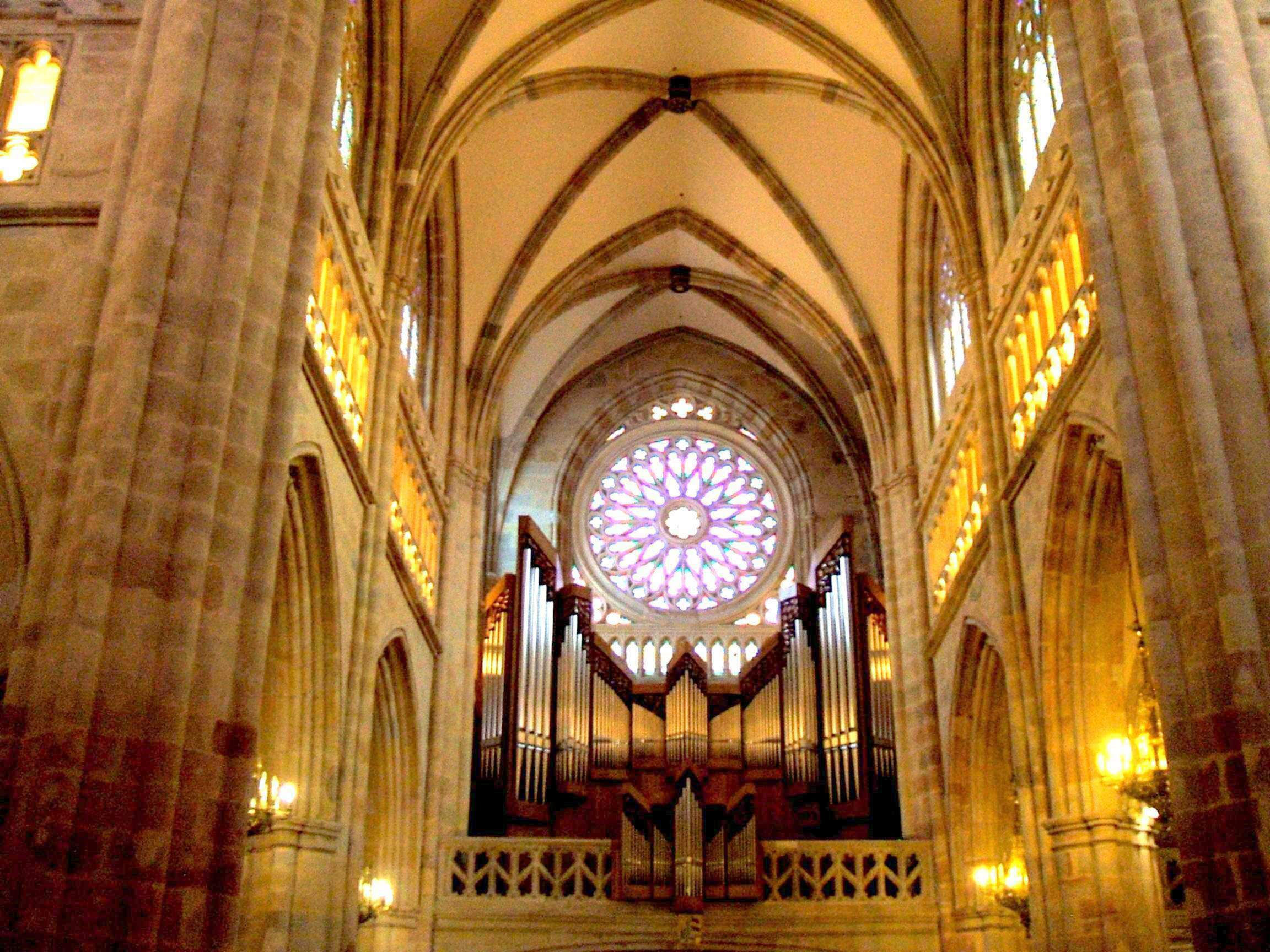
Interior da Catedral de Santiago

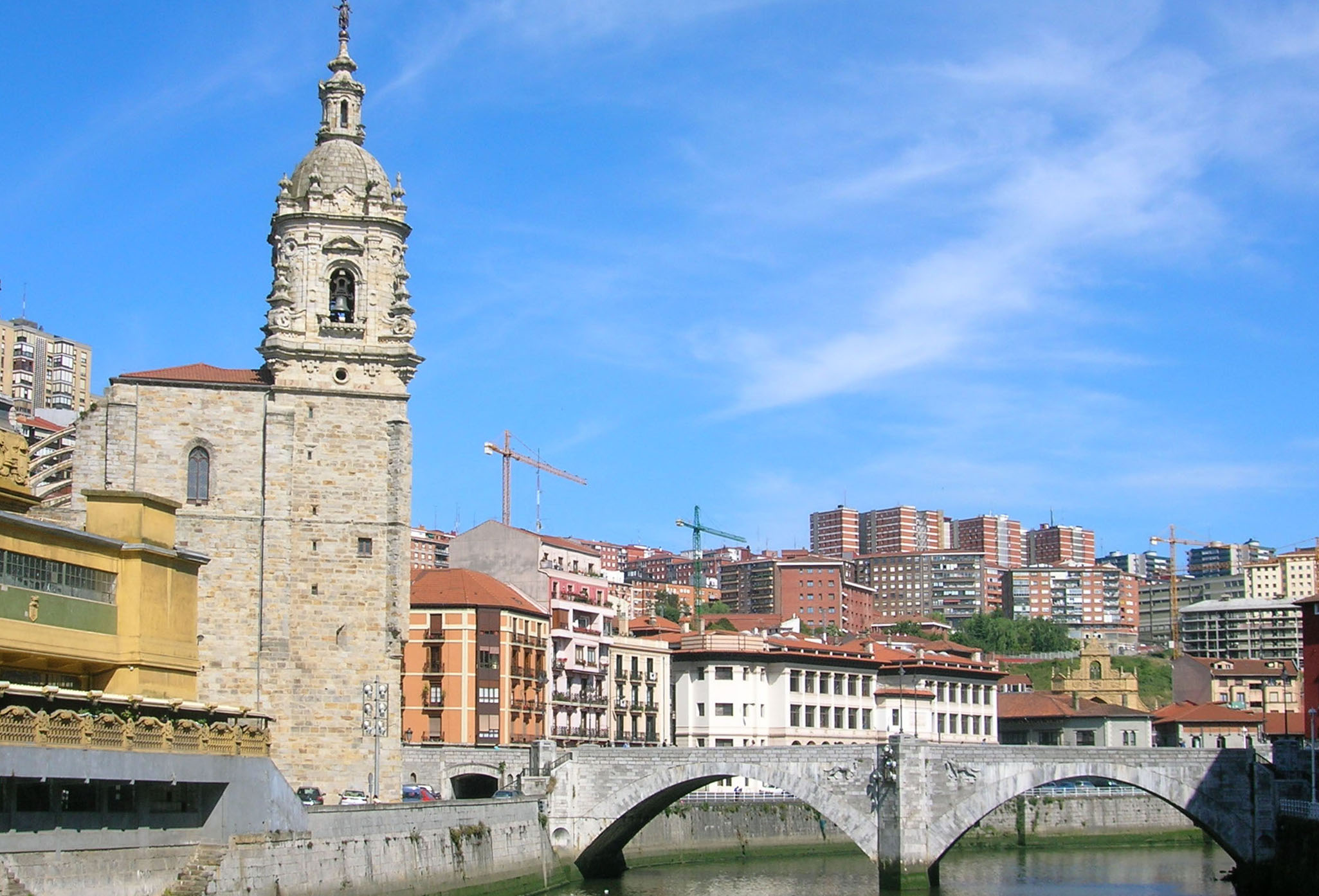
Igreja e Ponte de Santo Antão

#### Arquitetura religiosa
Basílica de Nossa Senhora de Begoña
É o santuário da Madre de Deus de Begoña, padroeira do Senhorio da Biscaia. O edifício atual começou a ser construído na primeira década do século XVI, segundo plano de Sancho Martínez de Asego. A torre foi desenhada por Martin de Garita. Tem uma ampla nave central com abside poligonal e duas naves laterais, ligeiramente mais baixas, cobertas por um abóbada em cruzaria do século XVII, suportada por dez robustos pilares cilíndricos. O retábulo atual é uma obra neobarroca da autoria de Modesto Echániz, construído em 1869. As obras foram financiadas com esmolas dos fiéis, na sua maior parte de gente de Bilbau. A sacristia atual foi construída entre 1900 e 1903. Parte da fachada atual e a torre foram projetadas por José María Basterra e  construídas entre 1902 e 1907.
A Basílica de Begoña está adstrita à Basílica de São João de Latrão do Vaticano, pelo que ali se podem adquirir indulgências plenas como na basílica romana. As festividades mais importantes têm lugar nos dias 15 de agosto, dia da Assunção de Maria (também chamado "Dia da Amachu", por "Amachu" significar mãe em basco), e 11 de outubro, dia das festividade de Begoña.
A 16 de agosto de 1942 foi lançada, supostamente por falangistas, uma bomba à saída da basílica sobre um grupo de carlistas, que causou cerca de setenta feridos ligeiros. Um falangista, Juan José Domínguez Muñoz, foi fuzilado como um dos responsáveis, tendo sido o único falangista justiçado durante o franquismo, apesar da sua participação no atentado ser contestada por alguns.
Catedral
A Catedral de Santiago  é sé diocese de Bilbau. Foi construída entre o último quartel do século XIV e o princípio do século XV em estilo gótico. Tem o nome do padroeiro de Bilbau, Santiago Maior. Durante o século XVI foram adicionados o retábulo-mor e o pórtico atual, ambos em estilo renascentista. A Pietà classicista data do século XVII. A fachada foi reconstruida no século XIX, dando-lhe o aspeto atual. A torre também data desse período e é da autoria de Severino de Achúcarro.
A planta da catedral forma uma cruz latina dividida em três naves, das quais a central é mais alta, divididas em quatro tramos por uma série de pilares com colunas em pilastra, coroadas por uma abóbada em cruzaria. A cabeceira é de planta poligonal, com deambulatório. No corpo superior encontram-se duas janelas sob um arco ogival. A torre tem sete sinos, fundidos em 1916. Tem 15 capelas alojadas entre os contrafortes. As suas dimensões são: 50 m de comprimento, 22 m de largura e 1 100 m² de superfície.
Igreja de Santo Antão
É um templo gótico de finais do século XV. A sua história e localização, na margem da ria, junto à ponte do mesmo nome, ao Mercado da Ribeira, em pleno "Casco Velho", fazem dela a igreja mais popular da cidade, a ponto de figurar no brasão bilbaíno. Foi consagrada em 1433. É uma construção de uma só nave, planta retangular e cobertura abobadada. Desde as suas origens e até ao século XIX, o interior da igreja foi usado como cemitério. Ao longo do tempo sofreu várias calamidades, a última delas as catastróficas cheias de 1983, que levaram uma boa parte do seu mobiliário interior e arrancaram portas e grades.
Outras igrejas
Dentre as outras igrejas que existem na cidade, cabe destacar pela sua arquitetura as de  São Francisco de Assis, São Nicolau, São Vicente de Abando, Santos Juanes, São Pedro e a igreja e convento da Encarnação.

## Infraestruturas e serviços públicos

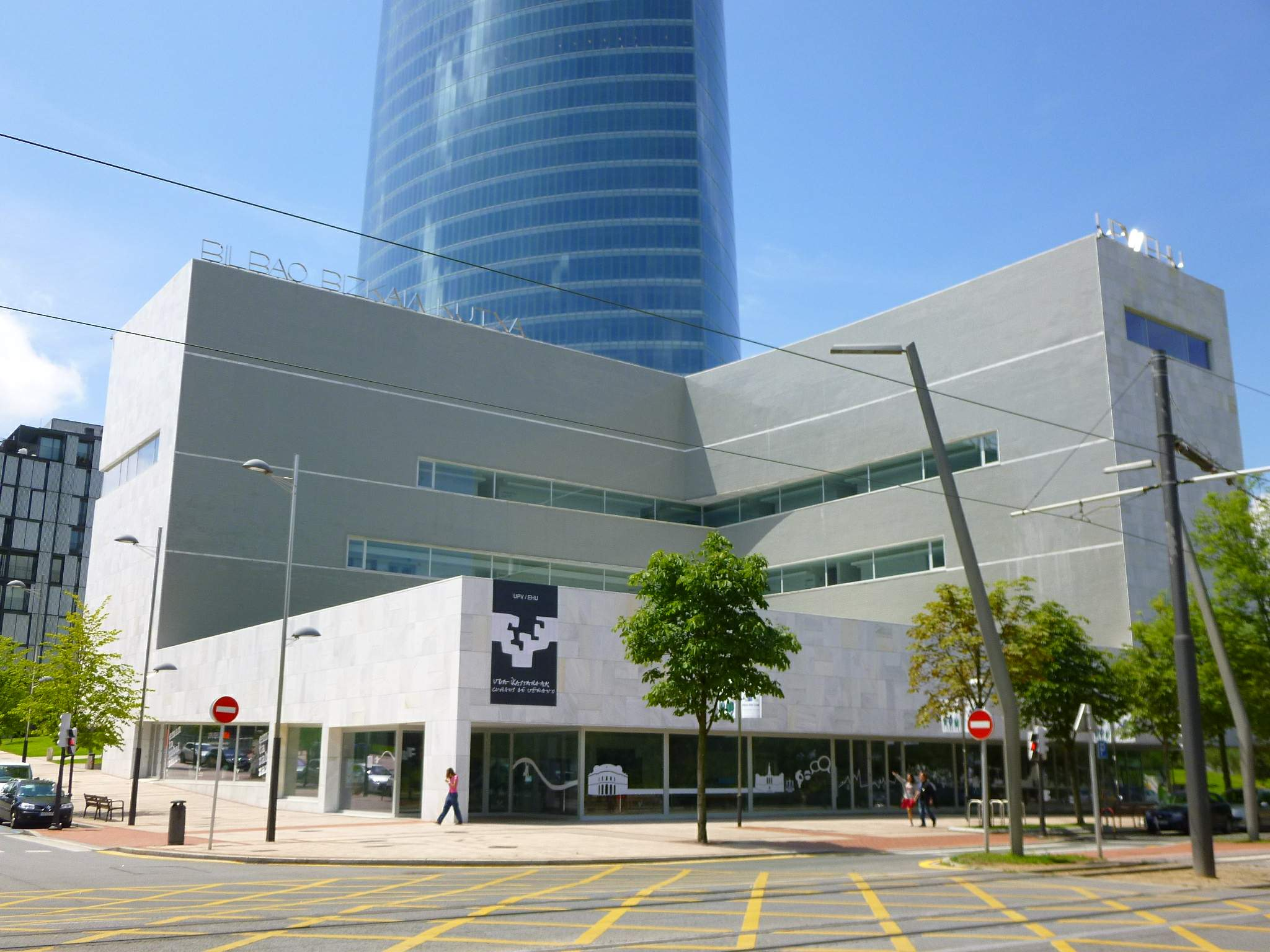
Paraninfo da Universidade do País Basco, da autoria do arquiteto português Siza Vieira

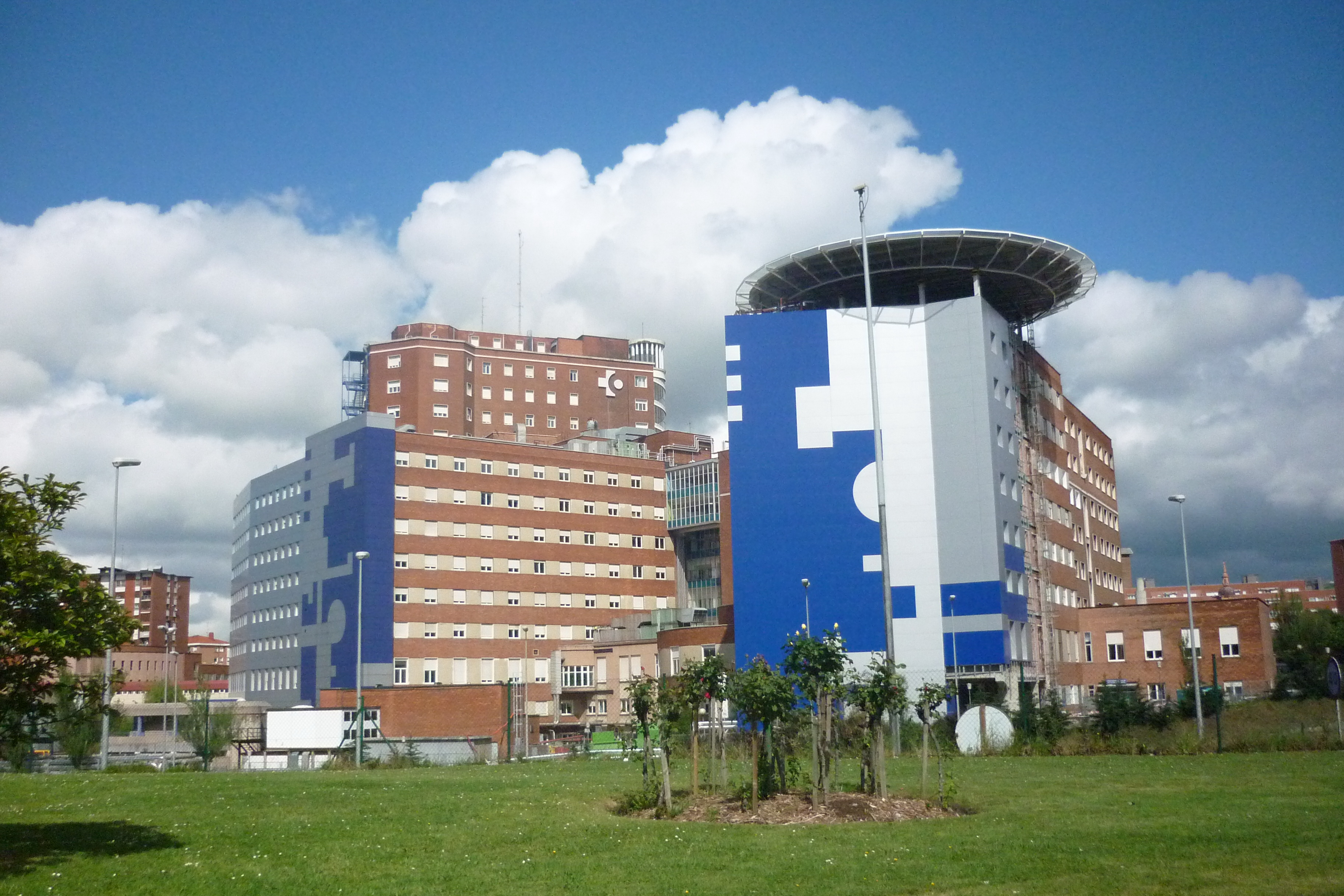
Hospital de Cruces (Gurutzetako Ospitalea), em Baracaldo

| Nível de ensino                                         | A   | B   | D   | X  |
| ------------------------------------------------------- | --- | --- | --- | -- |
| Infantil                                                | 8%  | 38% | 53% | 1% |
| Primário                                                | 14% | 43% | 41% | 2% |
| Secundário obrigatório                                  | 38% | 31% | 29% | 2% |
| Bachillerato ‡                                          | 72% |     | 26% | 2% |
| ‡ Últimos anos do ensino secundário e pré-universitário |     |     |     |    |

### Educação
No País Basco espanhol, a educação obrigatória é bilingue em castelhano e em basco (euskera), podendo os estudantes optar por um de quatro modelos — A, B, D e X — de acordo com a preponderância de uma ou outra língua nas aulas. No modelo A, o ensino é integralmente castelhano à exceção da disciplina de basco. No modelo D passa-se exatamente o contrário, isto é, todas as aulas são lecionadas em basco à exceção da disciplina de língua castelhana. O modelo B é um misto do A e D, enquanto que o modelo X corresponde a esquemas de ensino baseados em  línguas estrangeiras. Em Bilbau no ensino infantil e primário predomina o modelo B, o qual vai decaindo a favor do modelo A nos níveis mais avançados.
Universidades
Há duas universidades com sede em Bilbau. A mais antiga é a Universidade de Deusto, fundada pela Companhia de Jesus em 1886, a qual foi o único estabelecimento de ensino universitário na cidade até 1968, quando foi criada a Universidade de Bilbau. Esta foi convertida em 1980 na Universidade do País Basco, que embora tenha o seu campus principal da Biscaia no município de Leioa, tem as seguintes escolas em Bilbau: Faculdade de Ciências Económicas e Empresariais, Escola Técnica Superior de Engenharia, Escola Universitária de Estudos Empresariais, Escola Universitária de Engenharia Técnica Industrial e a Escola Universitária de Magistério.
Dentre outros edifícios universitários, destacam-se o Paraninfo da Universidade do País Basco, da autoria do arquiteto português Siza Vieira, situado em Abandoibarra e inaugurado em setembro de 2010; e a Nova Biblioteca da Universidade de Deusto, da autoria do arquiteto espanhol Rafael Moneo e aberto ao público em dezembro de 2008.

### Saúde
Os centros hospitalares públicos estão na dependência do Serviço Basco de Saúde (Osakidetza). O mais importante é o Hospital de Basurto, situado no bairro homónimo. Foi inaugurado a 13 de setembro de 1908, substituindo o velho hospital de Achuri. O seu desenho foi inspirado no Hospital Eppendorf de Hamburgo, um dos mais modernos da época e pioneiro na separação de doentes por pavilhões. Em novembro de 2008 recebeu o prémio Best In Class como o melhor centro hospitalar de Espanha na atenção ao paciente.
Há outros hospitais que assistem as necessidades de saúde não só dos habitantes de Bilbau, mas também da província, os quais se encontram fora do centro da cidade. Entre estes destacam-se o Hospital de Cruces (Gurutzetako Ospitalea), em Baracaldo, e o Hospital de Galdácano-Usansolo, em Galdácano e o de Santa Marina, de menor dimensão. Em maio de 2010 foi iniciada a construção de um terceiro grande hospital na Biscaia, o Hospital Uribe, na localidade de Urdúliz.
Em 1 de julho de 2008 entrou em funcionamento a Tarjeta Electrónica Sanitaria con Usos Ciudadanos (Cartão Eletrónico Sanitário com Usos Cidadãos), um cartão de identificação individual que, através de assinatura digital, permite realizar diversas transações em linha relacionadas com medicina e outros serviços, como declaração de impostos ou consultas da situação legal.

### Segurança de pessoas e bens
Bilbau tem um corpo de polícia municipal próprio, com um quadro de cerca de 800 agentes. Este corpo tem as seguintes subdivisões: trânsito, proteção pública e serviços especiais. Esta última partilha competências de polícia judiciária com a Ertzaintza (a polícia autonómica basca), e outras forças policiais nacionais. É composta pelas seguintes unidades: antidroga, polícia científica, investigação de delitos, informação e documentação, segurança de autoridades ou de escoltas, diligências, e custódia e transporte de detidos.
Segundo um relatório de 2004 do ayuntamiento de Bilbau, a cidade é considerada segura.  Não obstante, um estudo publicado em 2006 afirmava que há muitos cidadãos que encaram os imigrantes estrangeiros como uma das causas da insegurança que se sente em alguns bairros, como San Francisco ou Santuchu. Os delitos mais comuns são os de trânsito, infrações várias  e destruição de património.

### Meio ambiente e ciclo da água

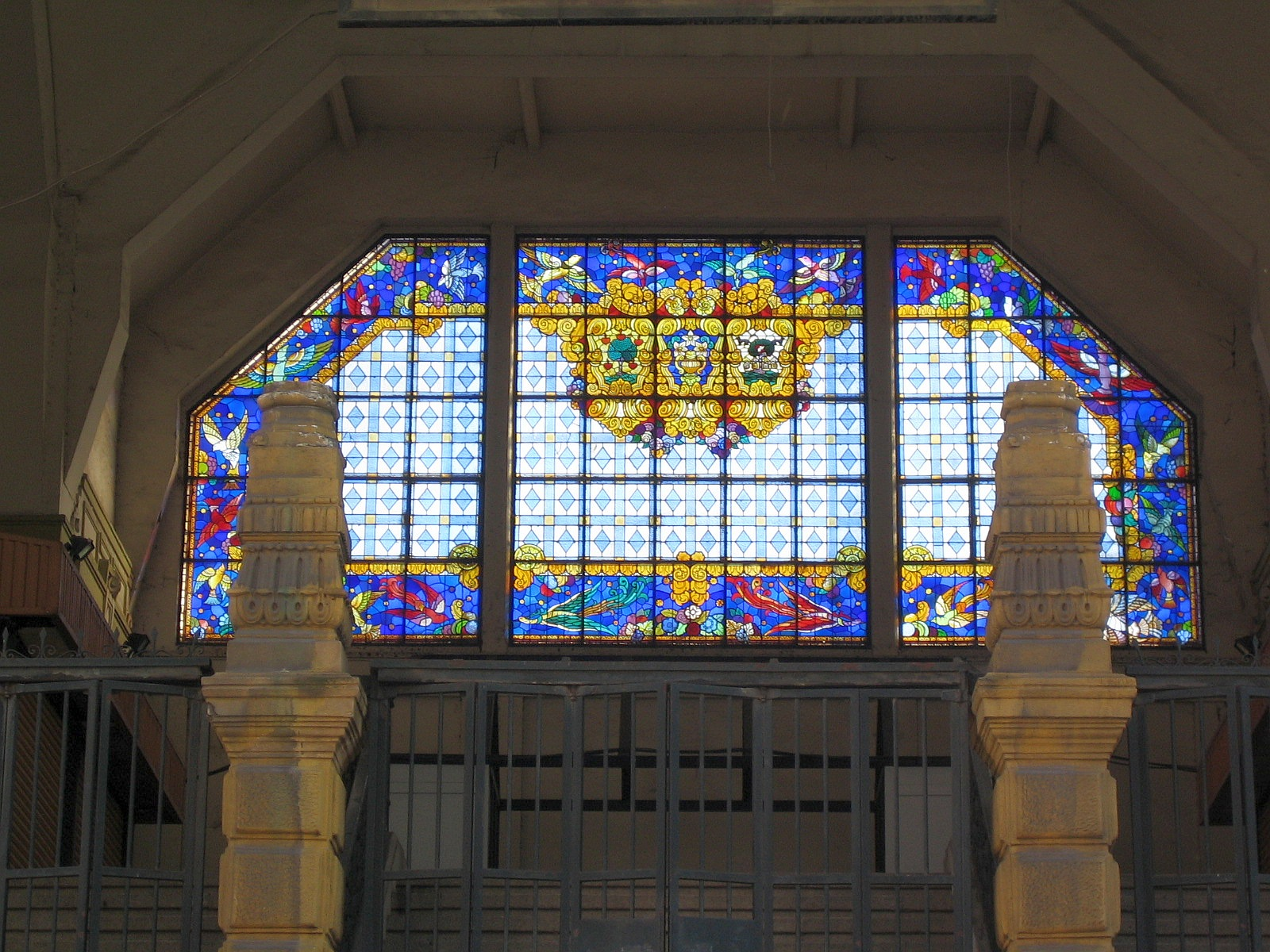
Interior do Mercado da Ribeira, na parte antiga do centro da cidade

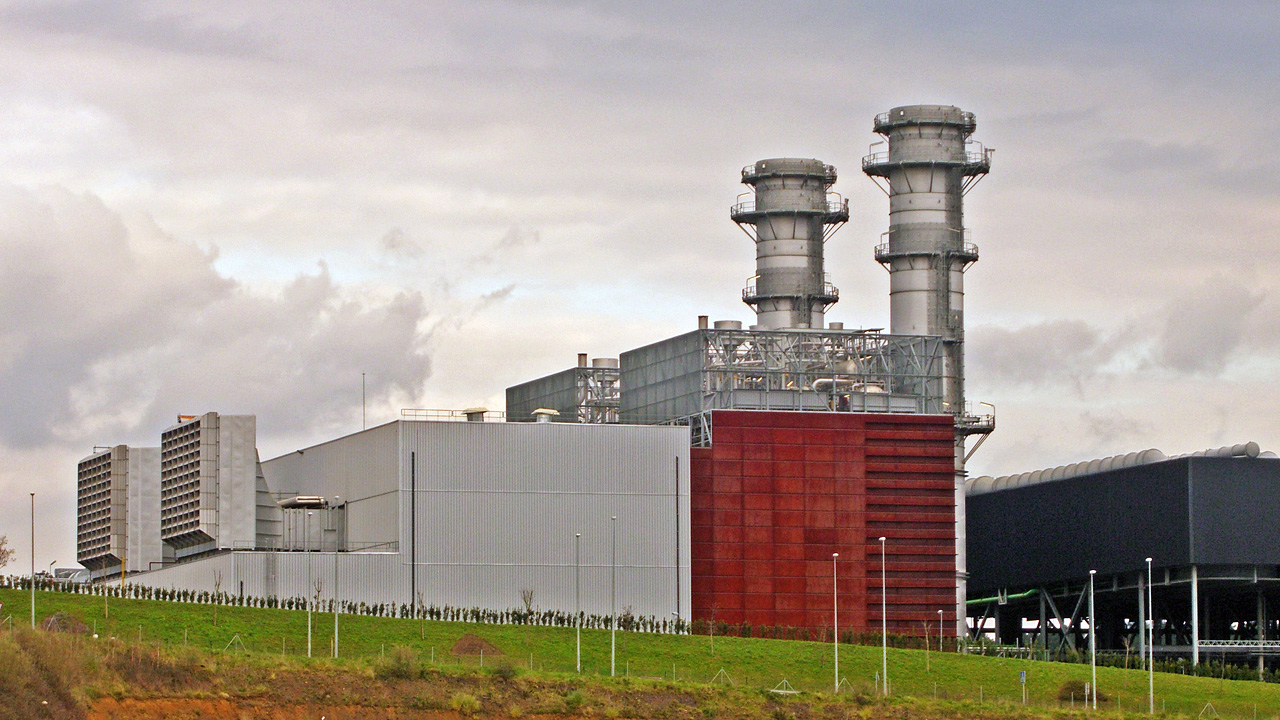
Central termoelétrica de Moroa, no município suburbano de Amorebieta-Echano

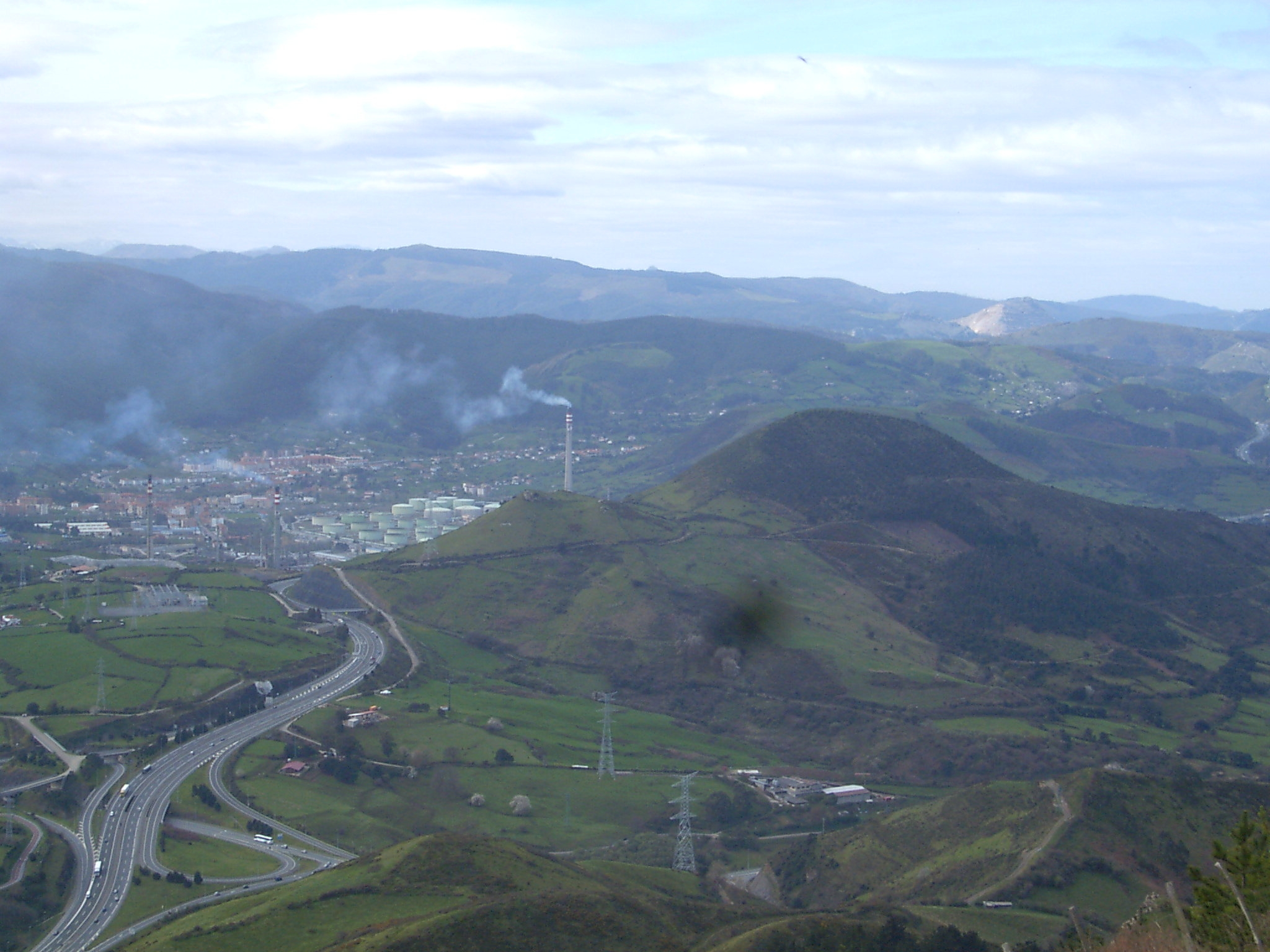
Ao fundo: a refinaria da Petronor em Musques

O município iniciou a transformação para se tornar uma "cidade sustentável" depois de subscrever em 1998 a Carta de Aalborg e aderir à Campanha de Cidades Europeias Sustentáveis. Este compromisso materializou-se no desenvolvimento e aplicação local da Agenda 21, um projeto que fomenta uma política municipal mais respeitadora do ambiente para melhorar a qualidade de vida de todos os cidadãos. A incorporação em 2003 na Udalsarea 21, a "Rede Basca de Municípios para a Sustentabilidade", permitiu estabelecer um plano concreto de atuação seguindo as diretrizes da Agenda Local 21.

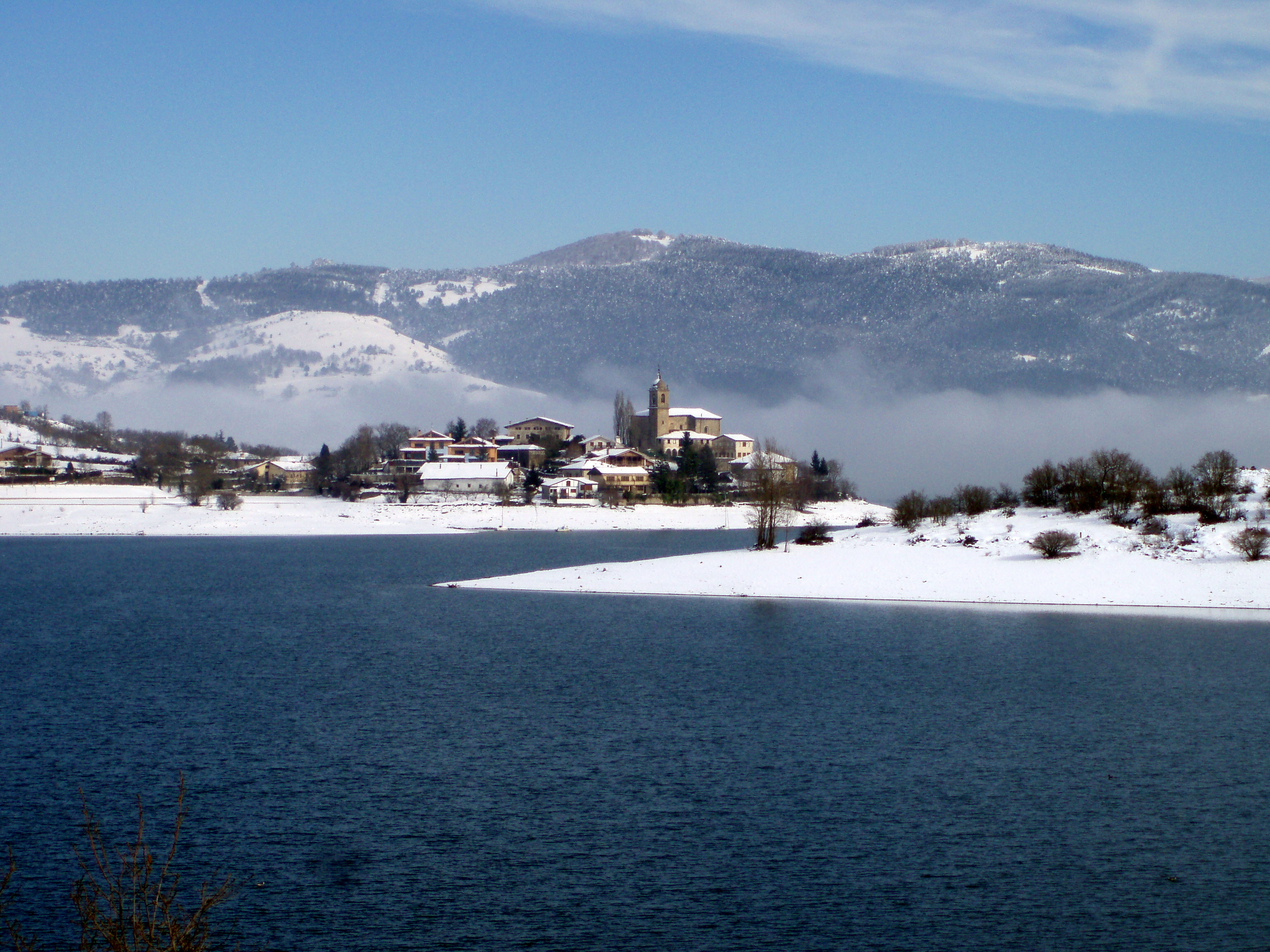
Barragem de Ullíbarri-Gamboa, no município de Arrazua-Ubarrundia

O abastecimento de água potável é assegurado pela empresa Consórcio de Águas Bilbao Bizkaia, uma entidade pública cuja razão social é a prestação de todos os serviços de abastecimento e saneamento de água a 65 municípios, que representam 90% da população da Biscaia, aproximadamente um milhão de pessoas. O consórcio é integrado pelos 65 municípios a que presta serviços, pela Deputação Foral de Biscaia e pelo governo basco, além de manter vários convénios de colaboração com diversas entidades locais.
A água consumida em Bilbau é proveniente das barragens de Ullíbarri-Gamboa e Urrunaga, ambas na bacia do rio Zadorra. Em períodos de seca recorre-se também a outras barragens secundárias menores. O Consórcio de Águas gere cinco centrais de tratamento nas quais são tratados anualmente até 111 milhões de metros cúbicos.
A principal infraestrutura de saneamento de águas residuais, a Estação Depuradora de Galindo, encontra-se em Sestao. A sua construção começou em 1985 e foi decisiva para a melhoria do meio natural e a nova imagem de rios, ria e praias. Nesta estação são depurados diariamente 350 000 metros cúbicos de águas residuais. Além do tratamento das águas propriamente dito, a central processa igualmente as lamas resultantes desse processo.
A recolha de lixo e a limpeza de vias públicas são levadas a cabo pelo serviço municipal "Bilbao garbi" (Bilbau limpo). Em 2005, o orçamento para trabalhos de limpeza e gestão de resíduos foi 51,72 milhões de euros. A recolha de lixo é seletiva, existindo contentores diferenciados para recolha de vidro, plástico, papel e derivados. Em 2007, o volume de papel e cartão reciclado por habitante foi de 40 kg, o dobro da média espanhola. Para a limpeza das vias públicas, o ayuntamiento tinha uma frota de 230 veículos (em 2006), como máquinas varredoras e camiões de lavagem. 80% do serviço é levado a cabo durante o dia, para diminuir o impacto dos ruídos.

### Abastecimento de víveres
Em 2012 funcionavam em Bilbau sete mercados municipais, distribuídos pelos diferentes bairros. Há também diversos centros comerciais, alguns deles em áreas limítrofes, como Basauri e Baracaldo, supermercados e uma grande quantidade de pequenos comércios. Estes dispõem de um grande centro de abastecimento de alimentos perecíveis, o Mercabilbao, situado em Basauri e inaugurado em 1971, o maior do seu género no norte de Espanha. Antes de ser criado o Mercabilbao, o principal mercado era o Mercado da Ribeira, construído em 1929 junto à Igreja de Santo Antão, na margem da ria e na orla do Casco Velho.

### Zonas Wi-Fi grátis
O projeto Bilbao 39.net, previsto na "Agenda Digital Bilbao 2012", dotou a cidade com 39 zonas (uma por cada bairro) com acesso grátis à Internet através de Wi-Fi (rede sem fios). O sistema não requer senhas e não permite  downloads peer-to-peer e a alguns conteúdos, nomeadamente  pornográficos e violentos.

### Energia
Eletricidade
A empresa elétrica Iberdrola, o maior grupo energético espanhol, presente em mais de 40 países, tem a sua sede em Bilbau. No município vizinho de Santurce há uma central termoelétrica de 935 MW e outra de ciclo combinado de 400 MW. Em Amorebieta-Echano está instalada a Bahía de Bizkaia Electricidad, outra central de ciclo combinado de 800 MW. A eletricidade produzida por estas centrais é transportada para a subestação de Güeñes pela empresa Rede Eléctrica, que tem a seu cargo o transporte em toda a Espanha da energia elétrica entre as centrais e as áreas de consumo. Há ainda outra central de ciclo combinado com  750 MW, a Bizkaia Energia, cuja energia é distribuída a partir da subestação de Gatica, a qual foi construída para ligar a Central nuclear de Lemóniz, que nunca chegou a entrar em funcionamento.
Combustíveis
O abastecimento de todos os combustíveis derivados do petróleo que são consumidos na área metropolitana, tanto na forma líquida (gasolina e gasóleo), como gás butano, são produzidos na refinaria da Petronor instalada na costa biscainha, nos municípios de Musques e Abanto y Ciérvana. A Petronor (Petróleos del Norte S.A.) foi fundada em Bilbau em 1968. A refinaria, com capacidade de tratamento de 11 milhões de toneladas por ano, é a maior de Espanha. As suas instalações estão ligadas por oleodutos aos cais portuários de Punta Lucero, a 5 km de distância, e ao terminal da Compañía Logística de Hidrocarburos (CLH) em Santurce, através do qual se liga com a rede espanhola de oleodutos e a diversas instalações industriais da região. A partir deste terminal, camiões-cisterna abastecem todo o País Basco.

### Transportes e comunicações
Parque automóvel
Em 2008 havia em Bilbau 185 728 veículos automóveis (140 036 automóveis ligeiros, 24 360 camiões e furgonetas e 21 332 veículos doutros tipos), o que corresponde a um rácio de 396 automóveis por cada mil habitantes. O número de viaturas de transporte era elevado, o que indica a existência de um grande número de transportadores  de mercadorias de carácter individual ou de pequenas empresas ou cooperativas e se reflete na importância do trânsito desse tipo de veículos da cidade.
Rodovias

Principais vias rodoviárias da área de Bilbau

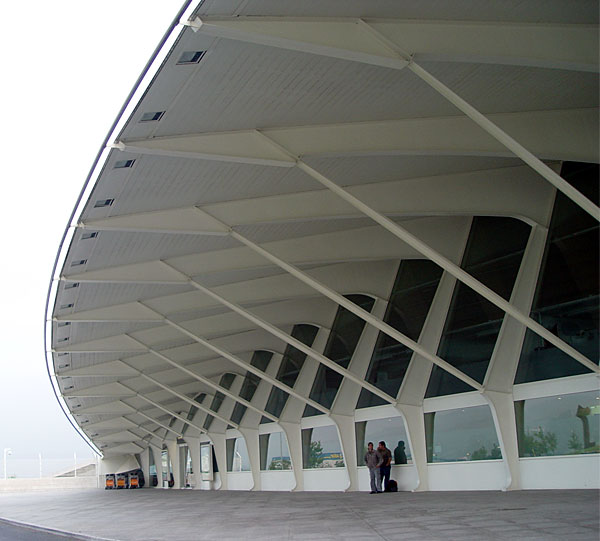
Exterior do terminal do Aeroporto de Bilbau

As principais vias de ligação rodoviária de Bilbau com o exterior são a
Autovía/Autopista (A-8 e AP-8) e a Autopista Basco-Aragonesa (AP-68). Em setembro de 2011 foi inaugurado o primeiro troço duma nova autoestrada, a Variante Sul Metropolitana de Bilbau, mais conhecida como SuperSur, uma variante da AP-8 que faz a circunvalação da cidade e cujo objetivo é descongestionar a A-8 na sua passagem pela cidade; prevê-se que esteja concluída em 2015. Além destas autoestradas, existem diversas autoestradas suburbanas que ligam o centro de Bilbau com os municípios vizinhos.
Aeroporto
O Aeroporto de Bilbau (IATA: BIO, ICAO: LERB), apelidado "La Paloma" (a pomba) devido à sua forma de ave quando visto do ar, encontra-se a 12 km do centro, entre os municípios de Sondica e Lujua. É o mais movimentado da costa atlântica espanhola. Em 2011, serviu 4 045 613 passageiros, menos 5,6% do que no ano recorde de 2007, quando serviu 428 671 passageiros, e mais 60,1% do que em 2002. Em abril de 2012 operavam no aeroporto 21 companhias aéreas que voavam para 23 destinos, todos na Europa Ocidental.
O aeroporto iniciou a sua atividade a 13 de setembro de 1948, tendo levantado o primeiro voo com destino a Madrid no dia 20. Em 2000 foram inauguradas as novas instalações, da autoria do arquiteto valenciano Santiago Calatrava, as quais foram renovadas seis anos depois devido a várias deficiências, como a falta de acessos para deficientes e de proteções contra as chuvas e ventos muito frequentes na zona. No início de 2009 começaram obras de ampliação que estão previstas durar até 2014.
Transportes públicos urbanos terrestres
Os transportes públicos de Bilbau e da sua área metropolitana são assegurados por diversas entidades. No que diz respeito a autocarros existem o Bilbobus (urbanos) e o Bizkaibus (interurbanos), além de outras empresas privadas que asseguram diversas ligações locais, nacionais e internacionais. Os serviços ferroviários são assegurados pelo Metro Bilbao (metropolitano), EuskoTran (elétricos), EuskoTren (principalmente comboios suburbanos), FEVE (comboios suburbanos e regionais) e Renfe Cercanías Bilbao (comboios suburbanos e regionais). Além destes serviços existem ainda 15 elevadores públicos e o funicular de Archanda, instalado no Monte Archanda e que foi inugurado a 7 de outubro de 1915.

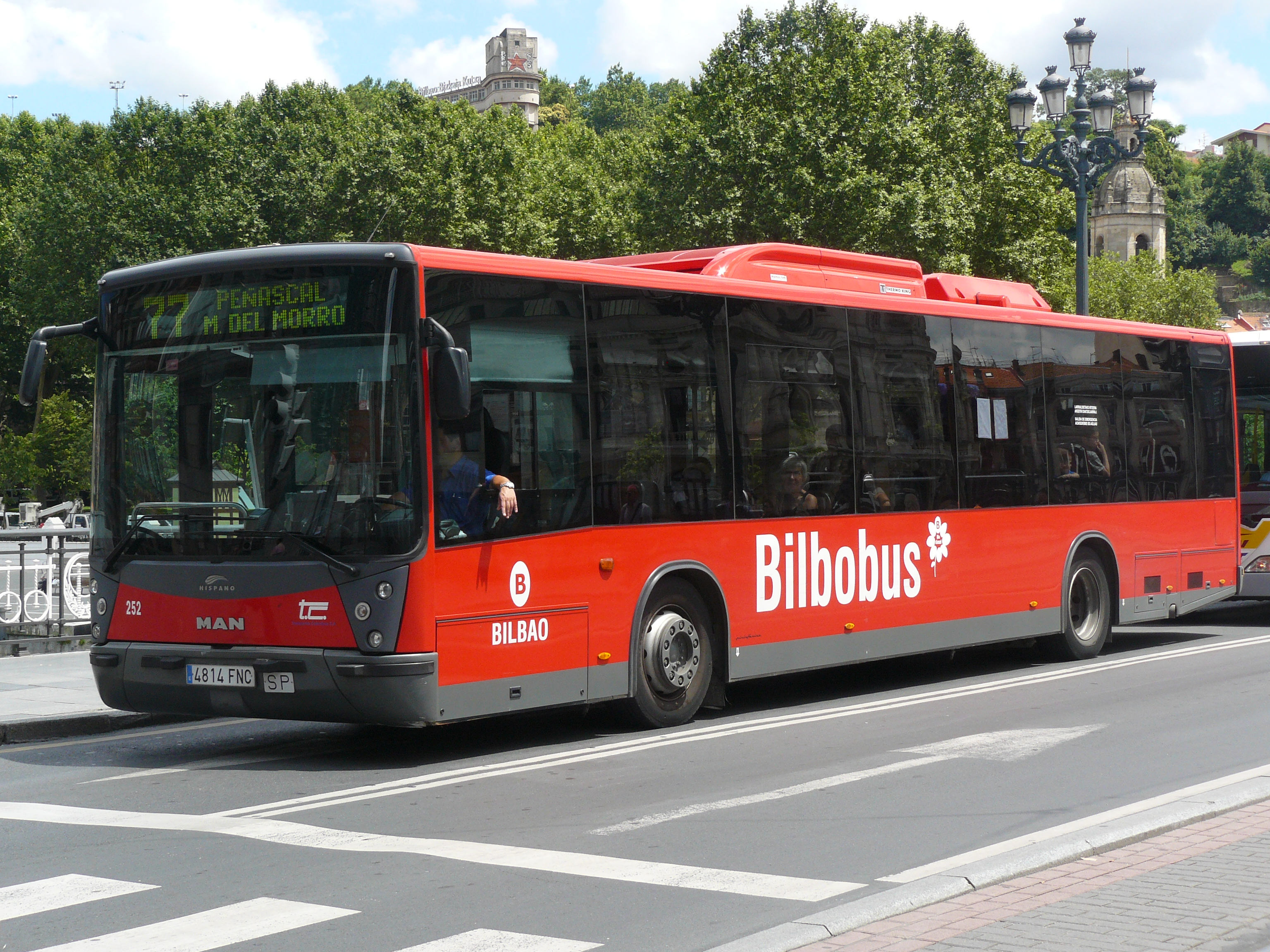
Autocarro urbano do serviço Bilbobus

Em 2010, os transportes públicos da Biscaia transportaram 171,2 milhões de passageiros, menos 6,5% do que em 2007, quando foi atingido o valor recorde dos cinco anos anteriores. Desde 2007 que o número de utentes dos transportes públicos tem vindo a decrescer. O conjunto dos serviços que servem sobretudo o centro da área metropolitana, o Bilbobus, Metro Bilbao e EuskoTran, transportaram 116,8 millhões de passageiros em 2010.
Transportes marítimos
Existe um serviço de ferry boat de passageiros e automóveis entre o Porto de Bilbau e Portsmouth, em Inglaterra. Em abril de 2012, a companhia Brittany Ferries oferecia duas travessias semanais de ida e volta nesse percurso. Em 2010, o tráfego de passageiros no Porto de Bilbau foi de 44 522 embarques, 48 604 desembarques e 71 898 em trânsito.

## Cultura

### Identidade local
Apesar de em Bilbau se reproduzirem grande parte dos elementos fundamentais da cultura basca, como o uso da txapela (boina basca), existem algumas particularidades que definem traços propriamente bilbaínos. Estre estas encontram-se, por exemplo, palavras típicas como sinsorgo, coitao, ganorabako, sirris ou mocordo; e as bilbainadas, um género musical local.

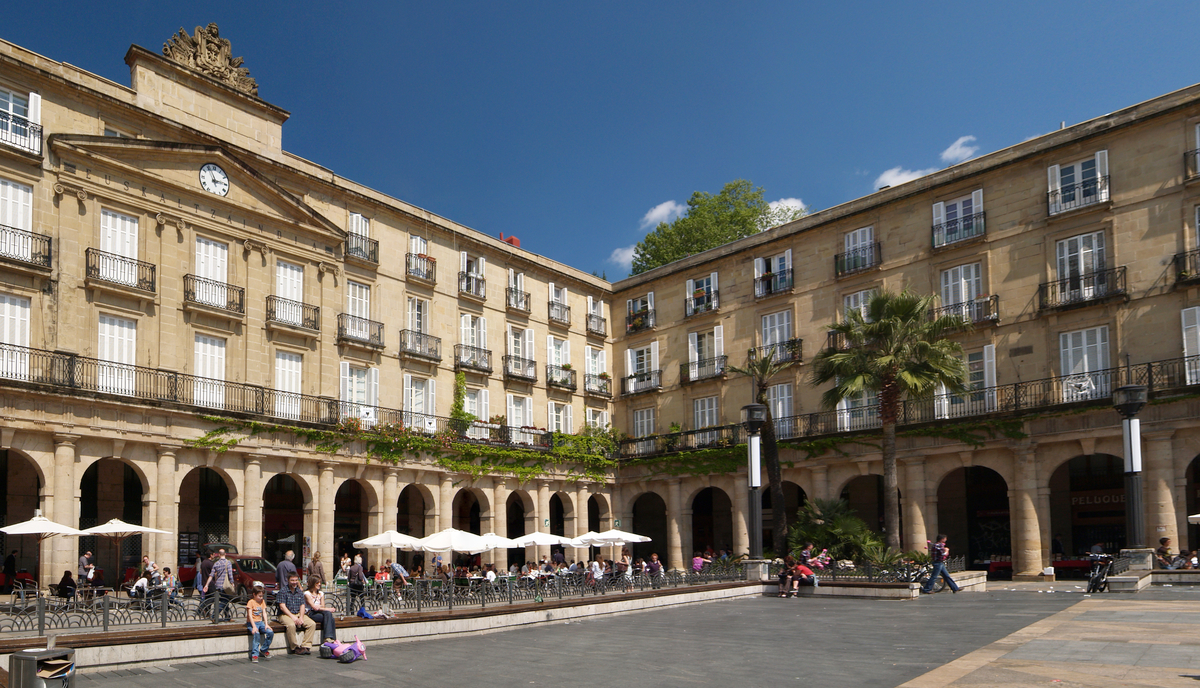
A Plaza Nueva (Plaza Barria em Basco); à esquerda: Real Academia da Língua Basca.

Na cultura popular espanhola definiu-se um perfil jocoso dos bilbaínos, empregado sobretudo em anedotas. Alguns destes estereótipos representam os bilbaínos como seres toscos, arrogantes, exagerados e em algumas ocasiões com força e outras capacidades sobre-humanas, capazes de ingerir enormes quantidades de costeletas ou bebidas alcoólicas e pagar grandes somas de dinheiros, inclusivamente de forma altruísta. Também se apresentam as figuras do chiquitero — bebedor de chiquitos (pequenos copos de vinho) — e do chirene, um personagem cómico e astucioso. No entanto, estas expressões culturais estão progressivamente a cair em desuso devido à modernização urbana e ao papel dos meios de comunciação.

### Língua basca
A presença do basco (ou euskera) é menor do que noutros municípios da Biscaia, como Bermeo ou Lequeitio. Segundo dados de 1986, a população bascófona ou bilingue era então de 27,7% do total. Nos quinze anos seguintes essa percentagem aumentou 9,4 pontos percentuais, alcançando 37,1% em 2001. Mais de metade desses bascófonos eram menores de 30 anos e residiam no distrito de Deusto, Begoña e Abando. O aumento do número de falantes de basco deve-se sobretudo ao sistema educativo, tanto para jovens como para adultos. Um dos dados mais relevantes que resultam da comparação entre as situações em 1986 e 2001 é o aumento dos novos bascófonos e a diminuição dos falantes de castelhano. Por outro lado, o crescimento do uso do basco, da sua aprendizagem e do seu conhecimento não é acompanhada pelo aumento do seu uso regular, pois apenas 5% da população fala habitualmente basco em casa.

### Gastronomia

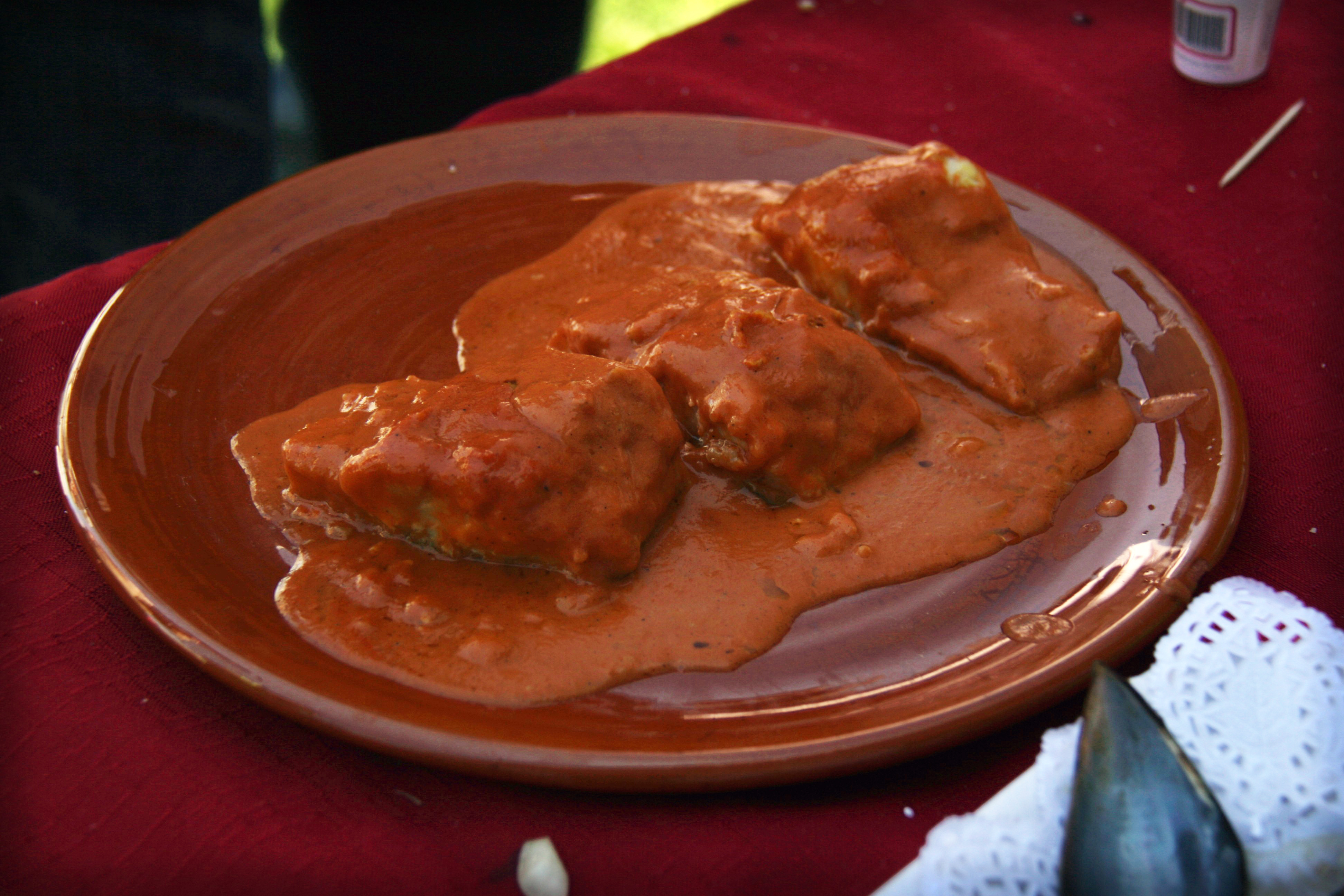
Bacalhau à biscainha

A gastronomia bilbaína é baseada principalmente nos produtos do mar e da ria, como as angulas e o bacalhau. Este último foi um produto de importância vital durante a escassez vivida durante o primeiro cerco carlista, em 1835. Alguns dos pratos mais conhecidos são o bacalhau al pil pil (bacalao al pil pil), o bacalhau à biscainha (bacalao a la vizcaína), a pescada em molho verde (merluza en salsa verde), as lulas (chipirones ou calamares) en su tinta e, na doçaria, os canutilhos de Bilbau. Nas bebidas destaca-se o chacolí, um vinho branco com denominação de origem Bizkaiako Txakolina.
A cidade é pródiga em txokos, sociedades gastronómicas cuja principal atividade passa por reunir os seus membros à mesa para desfrutar da gastronomia regional, em jeito de tertúlias gastronómicas onde sós são admitidos homens.

### Museus
Há mais de dez instituições museológicas em Bilbau, que abarcam diversos ramos das artes, ciências e desporto. Destaca-se entre eles o Museu Guggenheim Bilbao, da Fundação Solomon R. Guggenheim, obra do arquiteto canadiano Frank Gehry inaugurada em 19 de outubro de 1997 A sua coleção permanente baseia-se nas artes visuais posteriores à segunda metade do século XX, mas as exposições temporárias são de temática mais variada, como por exemplo uma análise da arte russa ou gravuras de Albrecht Dürer.

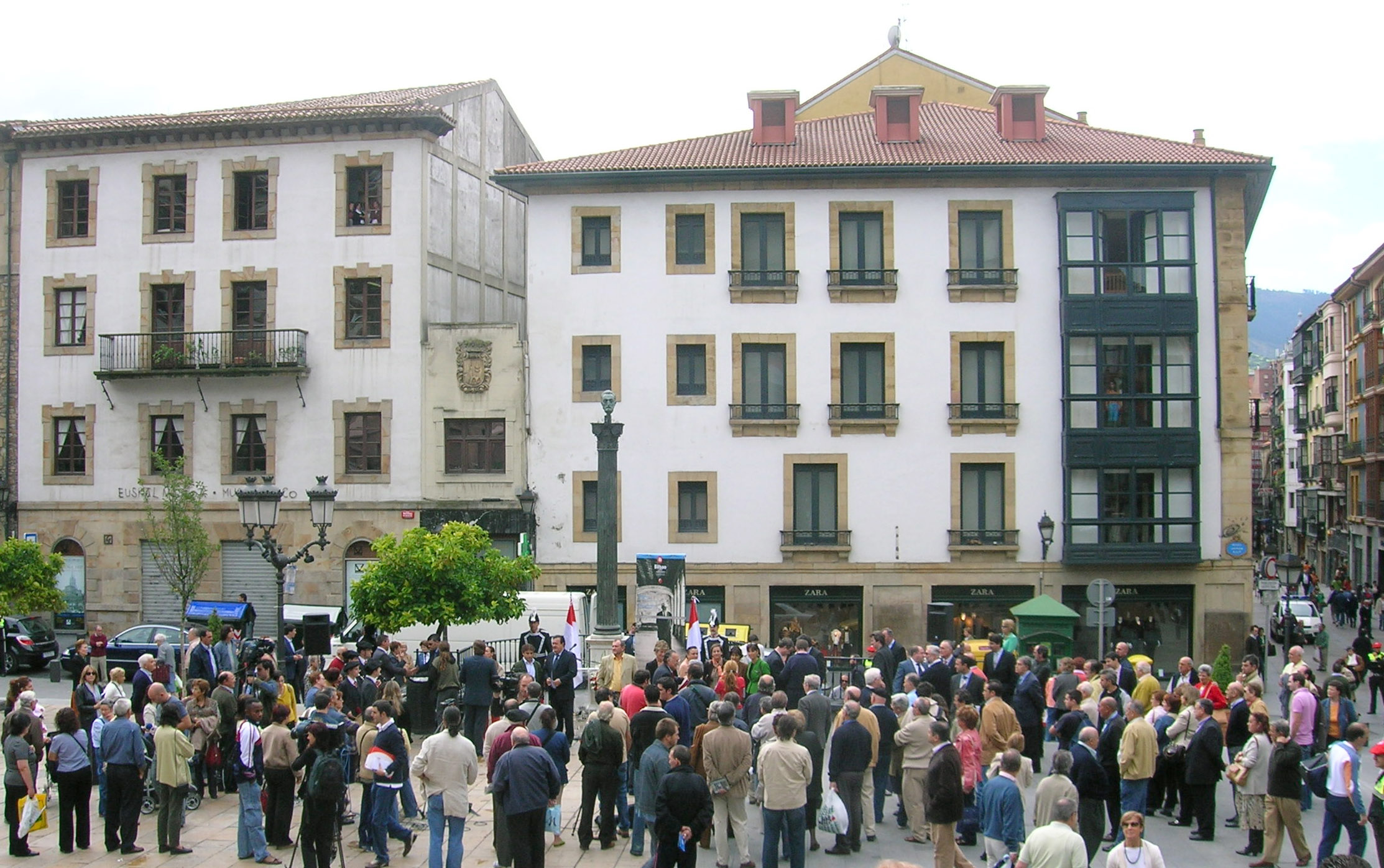
Museu Basco, na Praça Unamuno do Casco Viejo

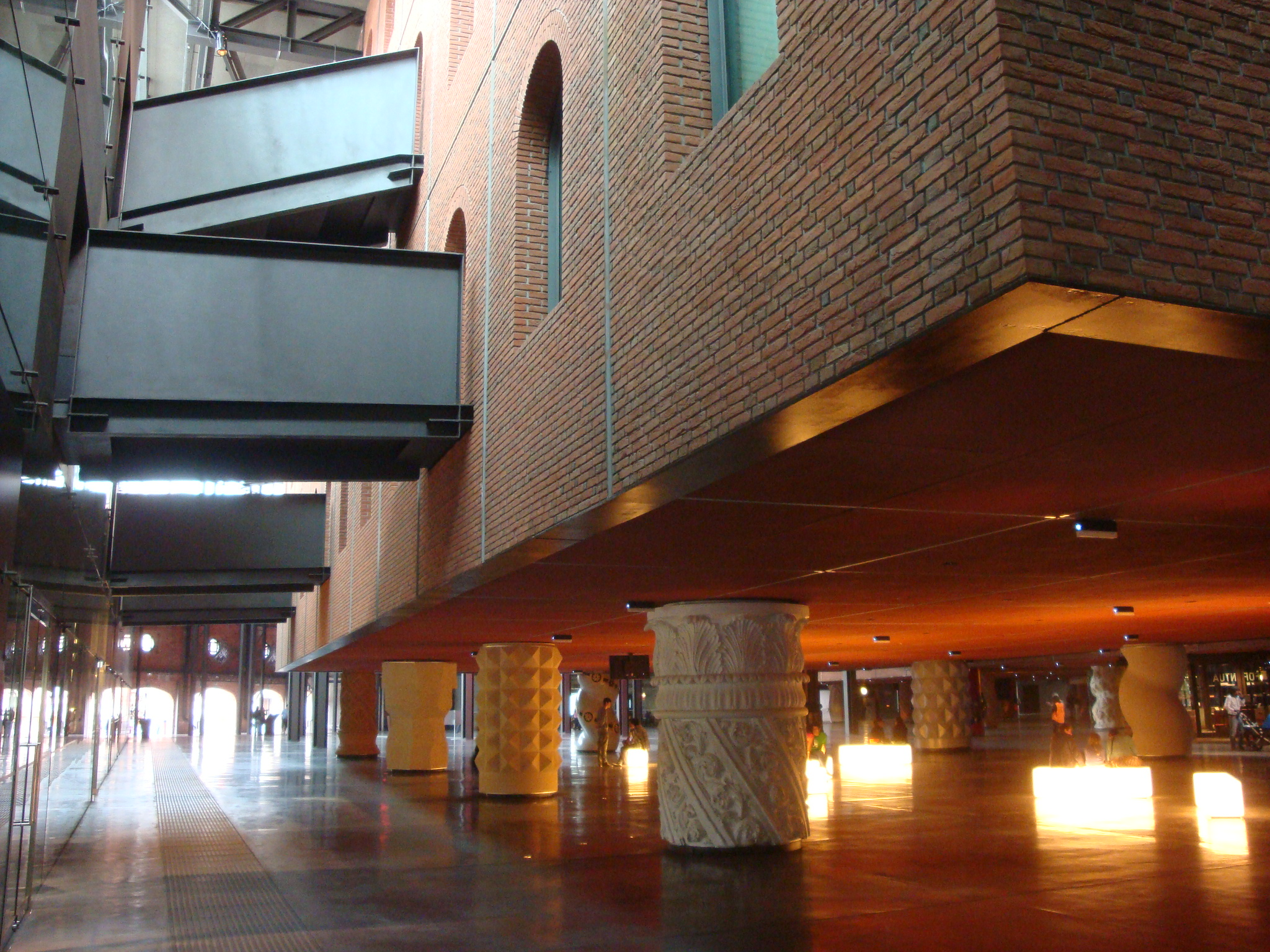
Centro cultural e desportivo Alhóndiga

Outra importante pinacoteca  é o Museu de Belas Artes, criado em 1908, que alberga obras realizadas desde o século XIII até à atualidade, centrando-se principalmente nos artistas espanhóis e flamengos. No que toca a ciências, cabe destacar o Museu Basco, que conserva objetos e realiza exposições sobre a história dos bascos, e o Museu Marítimo Ria de Bilbau, situado nas margens da ria e que conta na sua coleção com barcos e outros elementos relacionados com a atividade marítima e portuária da região, destacando-se a grua Carola, vestígio do Estaleiro Euskalduna, que na sua época foi a máquina elevadora mais potente de toda a Espanha.

### Equipamentos cénicos e musicais
A principal sala de espetáculos da cidade é o Teatro Arriaga, reaberto em 1985 como teatro municipal com uma programação variada que inclui dança, ópera, música e teatro. Outras salas importantes, com programação muito ativa, são o Teatro Campos Elíseos, gerido pela Sociedade Geral de Autores e Editores (SGAE), e o Palácio Euskalduna, sede da Orquestra Sinfónica de Bilbau e onde se realizam as temporadas de ópera.
Outros equipamentos são, por exemplo, a sala da Sociedade Filarmónica (música de câmara), a Sala Bilborock, de gestão municipal e dedicada especialmente à música pop e rock, a Fundición ("Fundição"), dedicada à dança e teatro contemporâneo, ou a Sala BBK, patrocinada pela Caixa de Poupança homónima). O novo centro cultural Alhóndiga dispõe igualmente de espaços cénicos. Dentre as salas musicais de gestão privada destaca-se pela sua intensa atividade o Kafe Antzokia.

### Festivais de arte e populares
A cidade é palco de inúmeros festivais artísticos de carácter anual, frequentemente patrocinados pela municipalidade. No ramo musical, destaca-se pela sua envergadura o Bilbao BBK Live, organizado desde 2006, que atrai muitas figuras do panorama pop e rock internacional e espanhol. Noutros géneros musicais, cabe destacar o Bilbao Distrito Jazz e o Bilbao Ars Sacrum, este último dedicado à música sacra.
Nas artes audiovisuais, destaca-se o Festival Internacional de Cinema Documental e Curtas-metragens de Bilbau, mais conhecido como Zinebi. A sua primeira edição decorreu em 1959 com o nome de Certame Internacional de Cinema Documental Iberoamericano e Filipino de Bilbau, e pretendia ser um festival complementar do de San Sebastián. Desde 1981 que a organização está a cargo do ayuntamiento, que transferiu a sua sede para o teatro mais importante da cidade, o Teatro Arriaga. No campo das artes cénicas, o ayuntamiento promove o festival Zirkuitoa, uma iniciativa criada em 2000 que procura proporcionar um espaço para as companhias de teatro amador.
Semana Grande

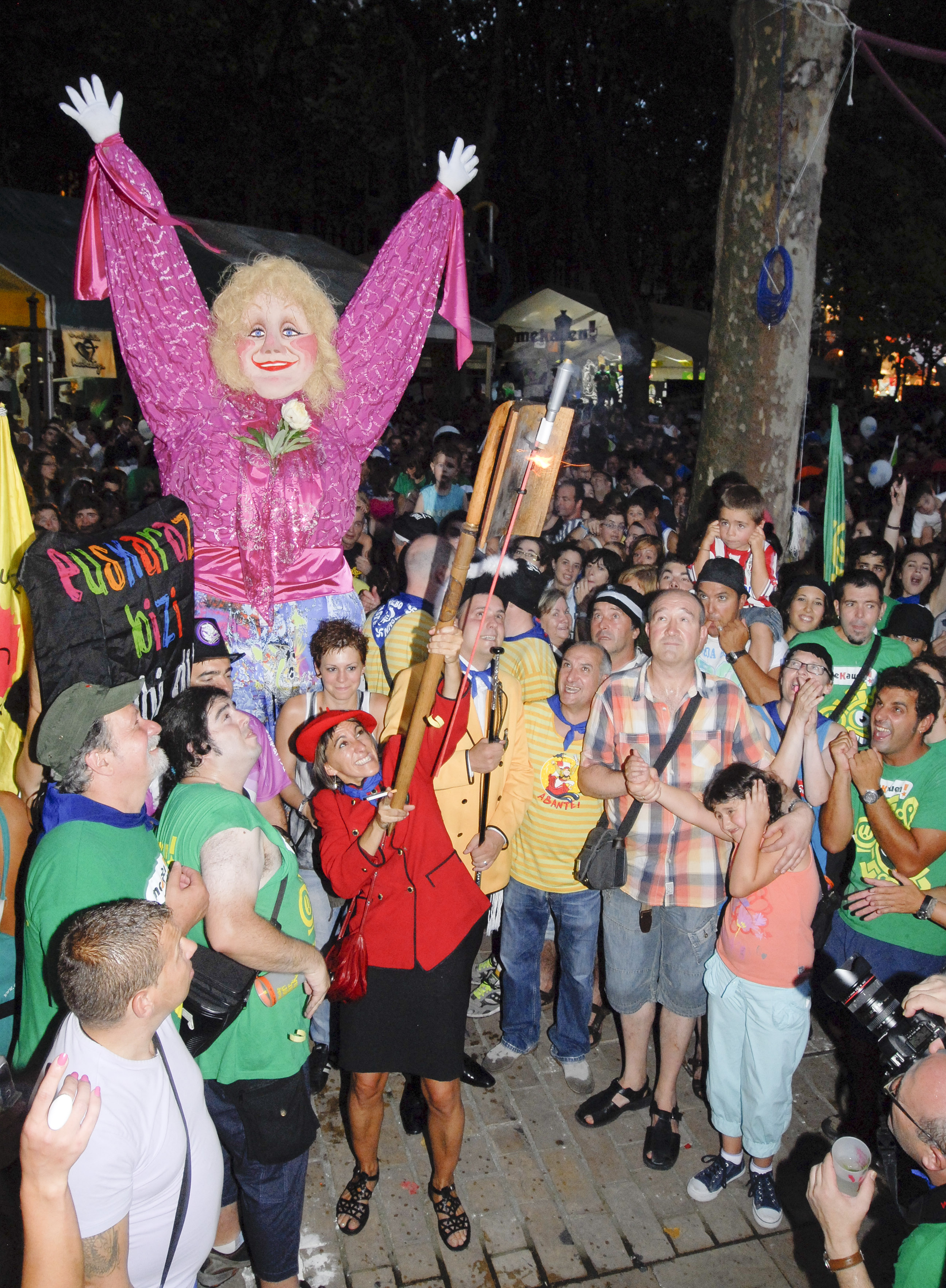
Duas das figuras emblemáticas ´da Semana Grande: a boneca Marijaia e a chupinera.

As maiores festas populares de Bilbau são a "Semana Grande" (Aste Nagusia em basco), que são celebradas anualmente desde 1978 durante nove dias a partir do sábado anterior a 22 de agosto. Durante a Semana Grande, o município organiza atividades culturais, como concertos, peças de teatro e corridas de touros. A festa começa com  o lançamento dum pequeno foguete — el chupinazo — e com a leitura do pregão por parte do pregoeiro. O centro da festa é a zona de txosnas (barracas ou stands), onde se concentram as konparsas, grupos formados por vizinhos de índole carnavalesco que aproveitam a festa para fazer diversas reivindicações. O símbolo das festas é a Marijaia, uma boneca (gigantone) com os braços erguidos que é queimada no último dias das celebrações. Em 2009 a Semana Grande de Bilbau foi eleita como um dos 10 Tesouros do Património Cultural Imaterial de Espanha, tendo ficado classificada em primeiro lugar.
Outras festas locais
Além da Semana Grande, a cidade celebra a festa de Santa Águeda a 5 de fevereiro, a Nossa Senhora de Begoña a 11 de outubro, o Dia de Santo Tomás a 21 de dezembro. A 23 de dezembro celebra-se o Olentzero, uma figura da tradição natalícia basca e navarra. O Olentzero é um carvoeiro mitológico que traz os presentes no dia de Natal. Também há festas populares específicas de alguns bairros ou distritos. Em julho decorrem as Fiestas del Carmen em Santuchu e Indauchu, as de Santiago em Bilbao La Vieja e as de Santo Inácio no bairro do mesmo nome. Em agosto decorrem as festas de São Roque em Archanda e Larrasquitu.

### Meios de comunicação
Imprensa escrita
Na cidade circulam os jornais nacionais, regionais e internacionais de maior difusão. Alguns deles têm secções de informação local ou regional. No entanto, os jornais mais vendidos são as edições locais de quatro jornais generalistas de âmbito regional do País Basco, os quais também têm edições locais nas restantes capitais bascas: o El Correo, Deia, Gara e Berria. Os dois primeiros são editados em castelhano, o Gara é bilingue em basco e castelhano e o Berria é escrito exclusivamente em basco. Há ainda duas publicações especializadas em informação económica: a Empresa XXI e a Estrategia Empresarial.
Rádio
Na cidade é possível sintonizar todas as cadeias de rádio principais que operam a nível nacional e regional, as quais têm espaços dedicados à atualidade local e que emitem tanto em castelhano como em basco: Rádio Nacional de Espanha,  Radio Bilbao Cadena SER, Onda Cero, COPE e Punto Radio. Há ainda vários canais da Radio Euskadi, de âmbito regional, e outras emissoras com menor audiência de âmbito puramente local.
Televisão
Com a entrada em funcionamento da televisão digital terrestre (TDT), multiplicou-se o número de canais de televisão disponíveis em Bilbau, tanto generalistas como temáticos, quer grátis quer pagos. A nível local funcionam as emissoras Tele Bilbao, Bilbovisión, Canal Bizkaia e Hamaika.

### Desporto

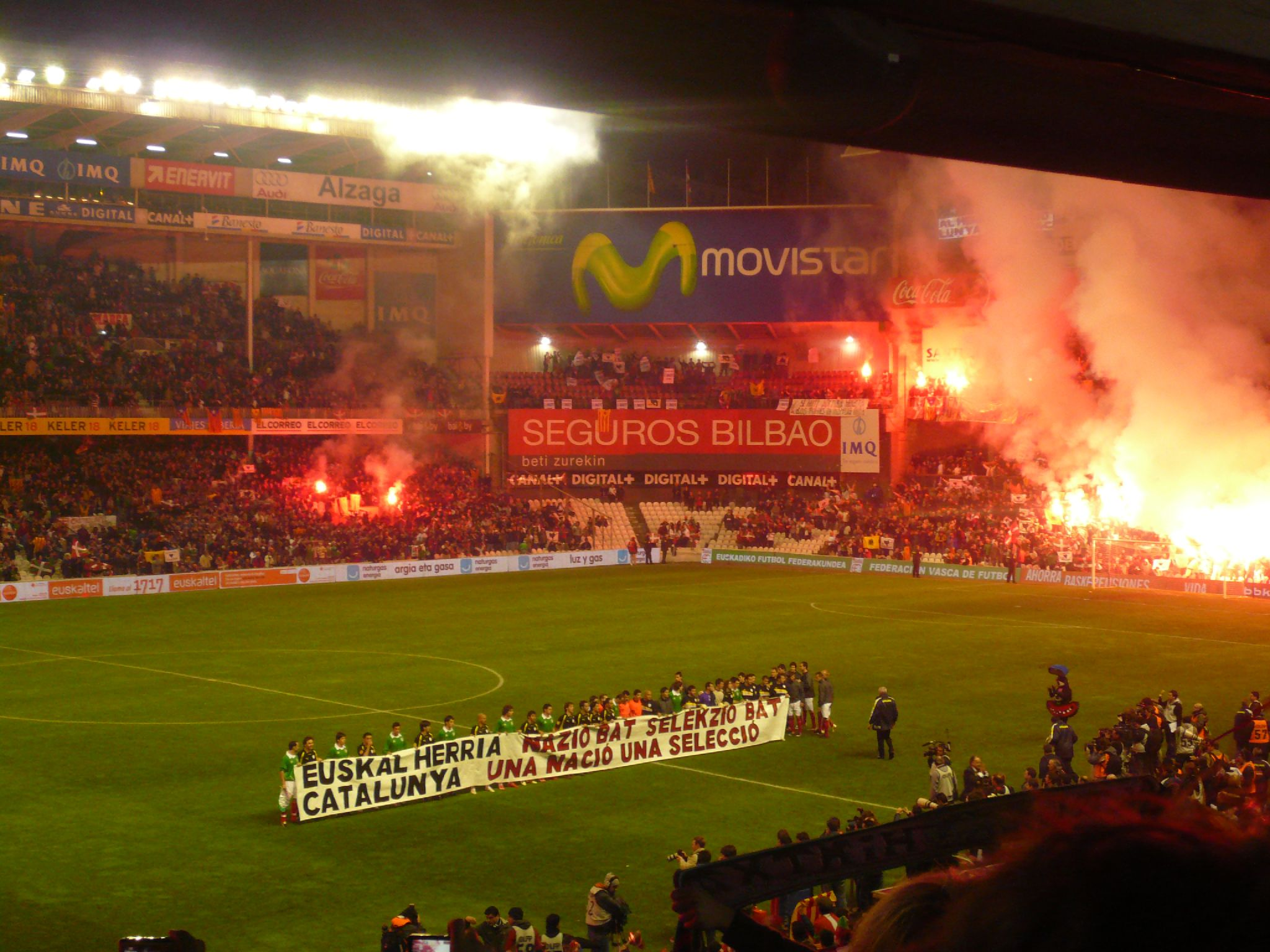
O antigo estádio de San Mamés durante um jogo entre as seleções do País Basco e da Catalunha em 2007

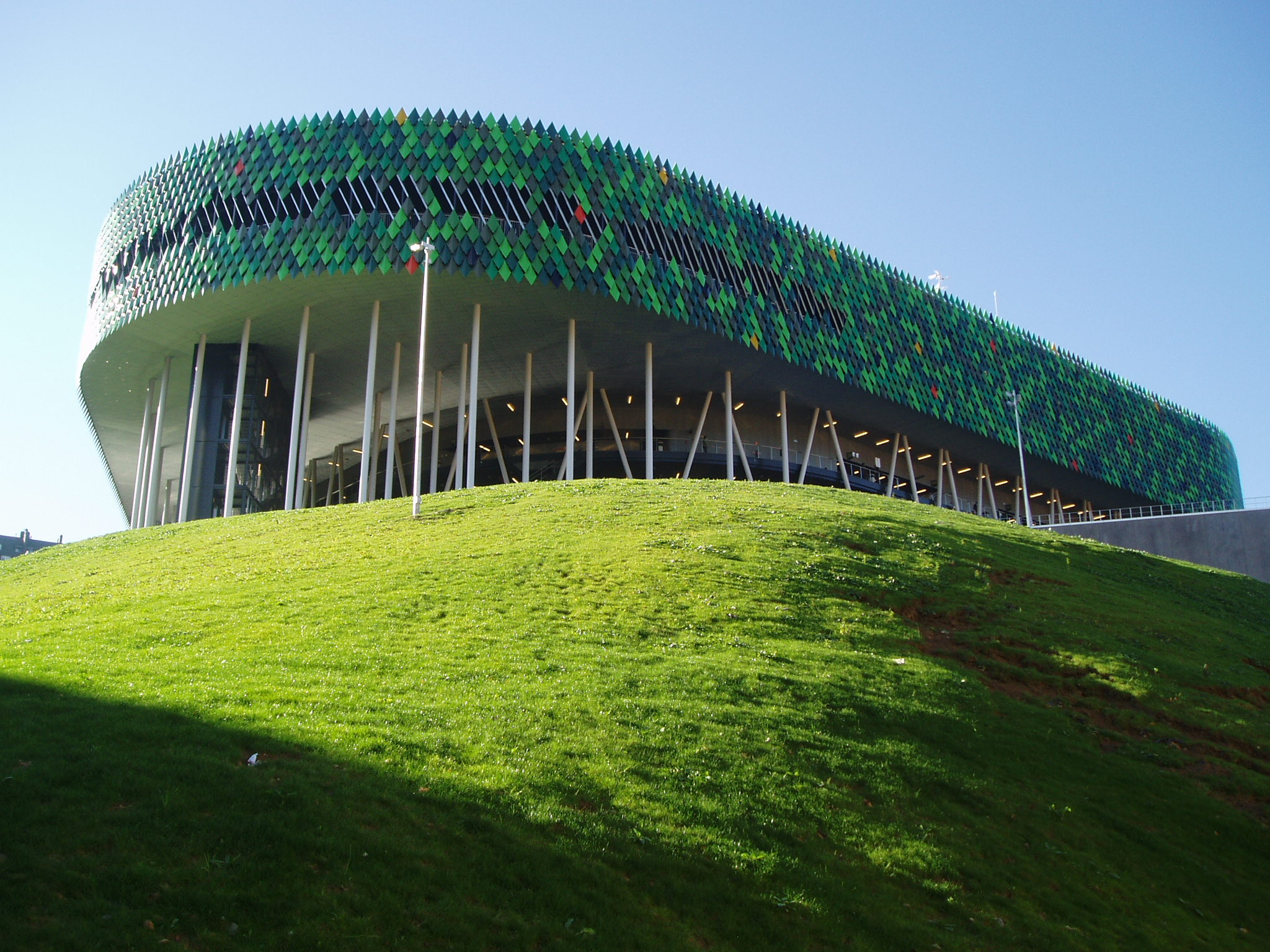
Pavilhão desportivo Bilbao Arena

O principal clube de futebol da cidade é o Athletic Club, um dos únicos três clubes espanhóis, juntamente com o FC Barcelona e o Real Madrid, que disputou todos os campeonatos da Primeira Divisão Espanhola. O Athletic foi fundado em 1898 e tem a particularidade de só admitir jogadores bascos, tanto do País Basco espanhol, como do País Basco francês. A secção feminina, o Athletic Club Emakumeen Taldea, sagrou-se campeã da Superliga feminina espanhola em quatro ocasiões.
O Athletic disputa os seus jogos em casa no estádio de San Mamés, conhecido popularmente como "A Catedral", que tem capacidade para 53 289 espetadores. Foi inaugurado a 16 de setembro de 2013, substituindo o antigo estádio de San Mamés, construído no mesmo local cem anos antes, inaugurado cem anos antes, em 21 de agosto de 1913 com um jogo entre o Athletic Club e o Racing Club de Irun, que terminou com um empate a um golo.
Basquetebol
A principal equipa de basquetebol de Bilbau é a Bilbao Berri (CBD Bilbao), fundada em 2000. Em 2008 participou pela primeira vez em competições internacionais, na Taça Europeia da ULEB, e em 2010-2011 sagrou-se vice-campeã da Liga ACB, o principal torneio espanhol. Na temporada 2010/11 começou a jogar no Bilbao Arena, situado no bairro de Miribilla e que foi a sede do EuroBasket de sub-20 de 2011. O  Bilbao Arena, inaugurado em setembro de 2010, foi galardoado com o prémio Building of Year 2011 pelo website de arquitetura ArchDaily. Na temporada anterior, de 2009/10, usou o Bizkaia Arena, do Bilbao Exhibition Centre de Baracaldo.
Outros desportos
A equipa de futsal Tecuni Bilbo chegou a estar na Divisão de Honra em 2005-2006. A equipa de hóquei no gelo Casco Viejo Bilbao CH (Vizcaya HC) foi por seis vezes campeã de Espanha, entre 1977 e 1983, mas foi extinta por falta de financiamento, à semelhança de muitas outras equipas.
Além das atividades desportivas de alto nível, a cidade possui uma rede de pavilhões polidesportivos geridos pelo Instituto Municipal de Desportos de Bilbau - Bilbao Kirolak, nos quais se pratica, entre outros desportos, natação, ténis, futsal e voleibol.